# Mont Blanc
Vous lisez un « bon article » labellisé en 2007.  Il fait partie d'un « thème de qualité ».
Pour les articles homonymes, voir Mont Blanc (homonymie).
Le mont Blanc (en italien : Monte Bianco), dans le massif du Mont-Blanc, est le point culminant de la chaîne des Alpes. Avec une altitude de 4 806 mètres, il est le plus haut sommet d'Europe occidentale et de l'Union européenne ainsi que le sixième sur le plan continental en prenant en compte les montagnes du Caucase, dont l'Elbrouz (5 643 mètres) est le plus haut sommet. Il se situe entre le département de la Haute-Savoie (en France) et la région autonome de la Vallée d'Aoste (en Italie) sur ou près de la frontière franco-italienne, celle-ci étant l'objet d'un litige historique entre les deux pays.
Le sommet, objet de fascination et d'inspiration de nombreuses œuvres culturelles, a depuis plusieurs siècles représenté un objectif pour toutes sortes d'aventuriers, depuis sa première ascension en 1786. De nombreux itinéraires, très fréquentés, permettent désormais de le gravir sous réserve d'une préparation sérieuse.
Afin de déterminer son altitude précise et mesurer son évolution, liée aux variations d'épaisseur de la crête neigeuse du sommet, des géomètres experts en font l'ascension tous les deux ans. La dernière mesure connue, en 2023, est de 4 805,59 mètres.

## Toponymie
La première mention du « mont Blanc » daterait de 1685, avec la première mesure géodésique par le géomètre et astronome genevois Nicolas Fatio et son frère Jean-Christophe, qui donne un calcul de l'altitude de la montagne (2 426 toises, soit 4 728 m),. Toutefois, il utilise l'oronyme « montagne Maudite ». Comme le rappelle l'historienne Thérèse Leguay « pendant longtemps la haute montagne [est] source d'épouvante », d'où cette expression pour désigner ce haut sommet enneigé.
Le sommet n'est jamais clairement nommé dans les différents écrits ou cartes des XVIe et XVIIe siècles. Dans son ouvrage Les glaciers du Mont-Blanc, le glaciologue Robert Vivian établit une chronologie des différentes représentations cartographiques ou citations de la montagne, par exemple dans la Descrittione del Ducato di Savoia novamente posto in luce in Venetia, l'anno MDLXII (1562). Une mention plus précise figure dans un ouvrage du conseiller du duc de Savoie, Emmanuel-Philibert de Pingon (Inclytorum Saxoniae, Sabaudiaeque principum arbor gentilitia), en 1581, qui présente les différentes parties des provinces du duché de Savoie. Dans la partie consacrée à la province du Faucigny, la montagne est désignée par « Glaciales Montes ».
Quelques années plus tard, une « carte du Faucigny » est réalisée par Jean de Beins (v. 1600), dans laquelle l'ingénieur militaire français mentionne une « montagne Maudite », parfois de « Mont-Mallet ». Dans les productions suivantes, la montagne est désignée par l'abréviation « la Mont. Maudite », puis « la Mont Maudite » (sans le point). Le travail cartographique de l'ingénieur militaire et cartographe piémontais Giovanni Tommaso Borgonio pour le Theatrum Statuum Sabaudiæ, en 1682, et des représentations au 1/190 000, mentionne : « Dans le Faucigny, on dit seulement qu'il y a des montagnes d'une prodigieuse hauteur (…) c'est là où est celle (…) que les habitants appellent la montagne Maudite parce qu'elle est toujours couverte de neige et de glace. »,. On trouve aussi parfois la mention « les Glacières » désignant l'ensemble de la montagne.
L'oronyme de la montagne devient « mont Blanc » sur les croquis dressés en 1742,, par le naturaliste genevois Pierre Martel. Le Dictionnaire historique et géographique portatif de l'Italie, paru en 1775 à Paris, possède d'ailleurs une entrée pour le mont Blanc précisant les différentes appellations avec en premier nom « Monte Maledetto, Mont Maudit, ou Mont Blanc, appelé aussi les Glacières ». Un des sommets du massif, le mont Maudit, conserve cette dénomination. La première carte à proprement parler à faire figurer le nom du mont Blanc est celle de Suisse établie par le Britannique William Faden en 1778.

## Géographie

### Situation

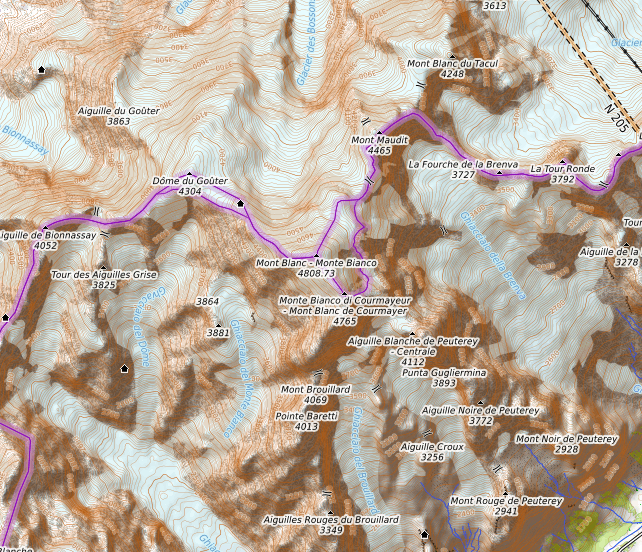
Carte topographique du mont Blanc.

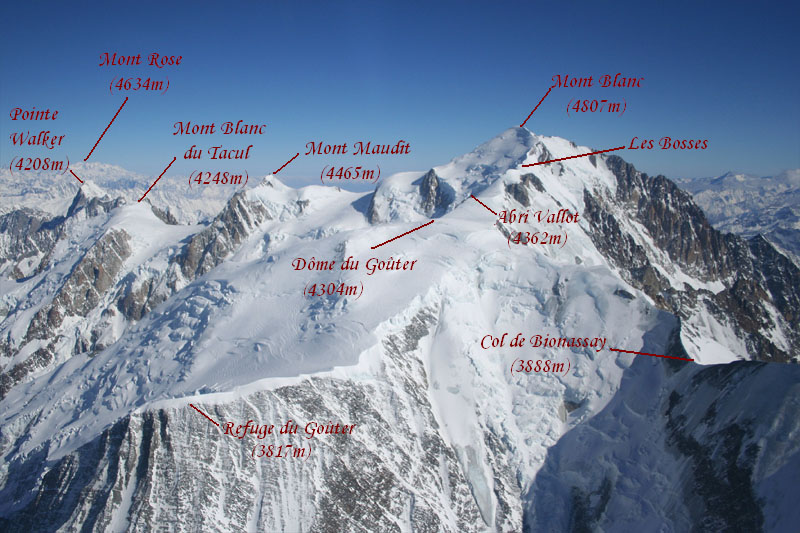
Vue aérienne du mont Blanc et des sommets voisins depuis l'ouest.

Le mont Blanc est situé entre le Sud-Est de la France, dans la région Auvergne-Rhône-Alpes et le département de la Haute-Savoie, et le Nord-Ouest de l'Italie, dans la région à statut spécial de la Vallée d'Aoste. Le tracé exact de la frontière est ponctuellement l'objet d'une controverse. La montagne s'étend sur les territoires des communes de Chamonix-Mont-Blanc et de Courmayeur, son sommet est à environ dix kilomètres au sud du bourg de la première et à la même distance au nord-ouest du bourg de la seconde ; la partie revendiquée par la France au sud de la ligne de partage des eaux traversant le sommet constituerait une exclave de la commune de Saint-Gervais-les-Bains. Aoste est à 37 kilomètres à l'est-sud-est, Genève à 70 kilomètres au nord-ouest, Turin à plus de cent kilomètres au sud-est, Grenoble à 115 kilomètres et Lyon à plus de 150 kilomètres à l'ouest.
Le sommet s'élève à 4 806 mètres au cœur du massif du Mont-Blanc et constitue le point culminant de la chaîne des Alpes. C'est également le plus haut sommet d'Europe de l'Ouest, ce qui lui vaut le surnom de « toit de l'Europe ». Cependant, selon les limites historiquement définies par le tsar Pierre le Grand étendant le continent européen jusqu'au Caucase, cinq sommets principaux — de plus de cinq cents mètres de proéminence — le dépassent au nord ou sur la ligne principale de partage des eaux entre les territoires russes et géorgiens : l'Elbrouz qui culmine à 5 643 mètres, le Dykh-Taou à 5 204 mètres, le Chkhara à 5 193 mètres, le Kochtan-Taou à 5 152 mètres et le mont Kazbek à 5 047 mètres. Par sa hauteur de culminance de 4 693 mètres par rapport au canal Volga-Baltique à 113 mètres d'altitude en Russie, il arrive juste derrière l'Elbrouz (4 741 m) en Europe et en 11e position mondiale des sommets ultra-proéminents.
Le mont Blanc domine notamment le mont Maudit (4 465 m) et l'aiguille du Midi (3 842 m) au nord-nord-est, les Grandes Jorasses (4 208 m) à l'est-nord-est, le mont Blanc de Courmayeur (4 748 m) au sud-est et le dôme du Goûter (4 304 m) au nord-ouest. Il est à cheval sur la vallée de l'Arve au nord et le val Vény au sud.

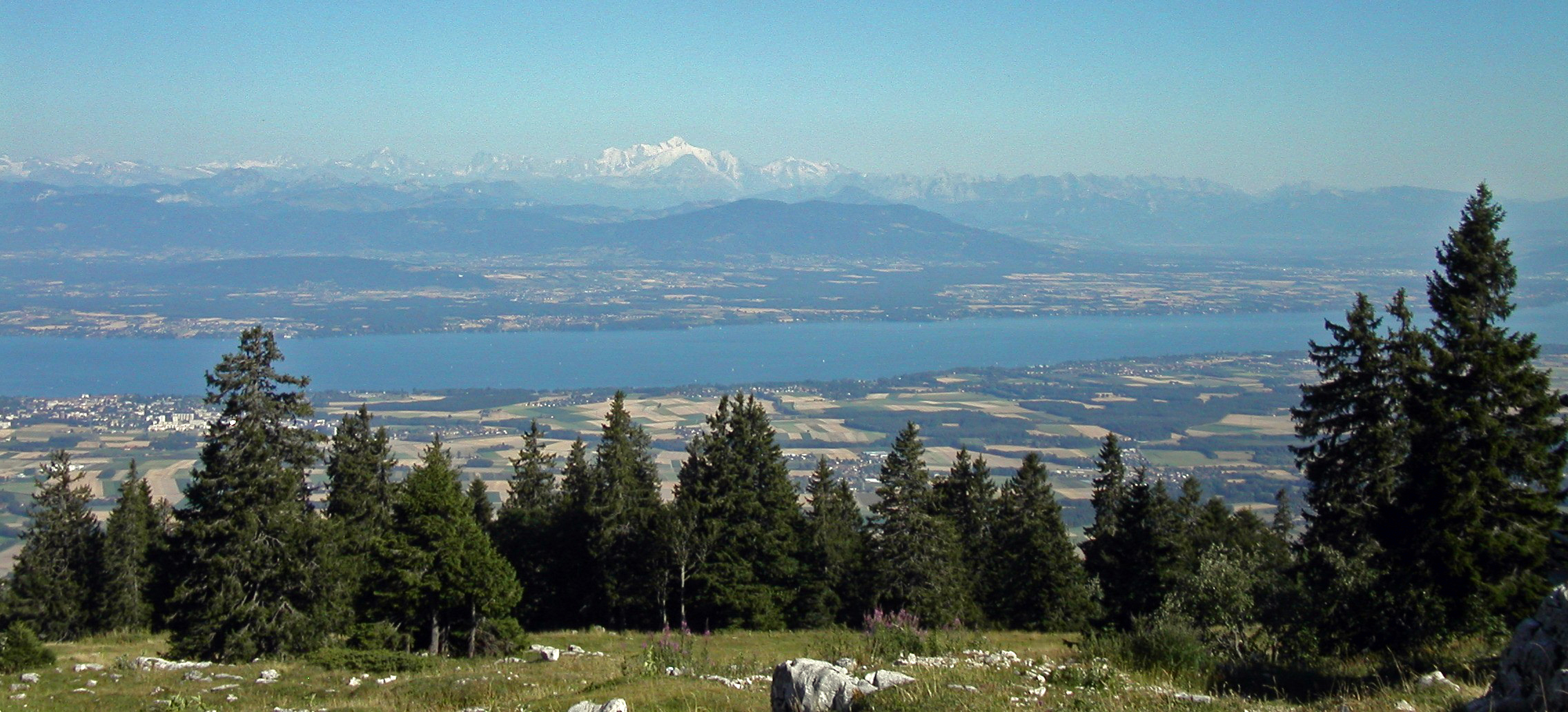
Vue du lac Léman et, en arrière-plan, des Alpes de Haute-Savoie avec le mont Blanc au centre, depuis la Barillette.

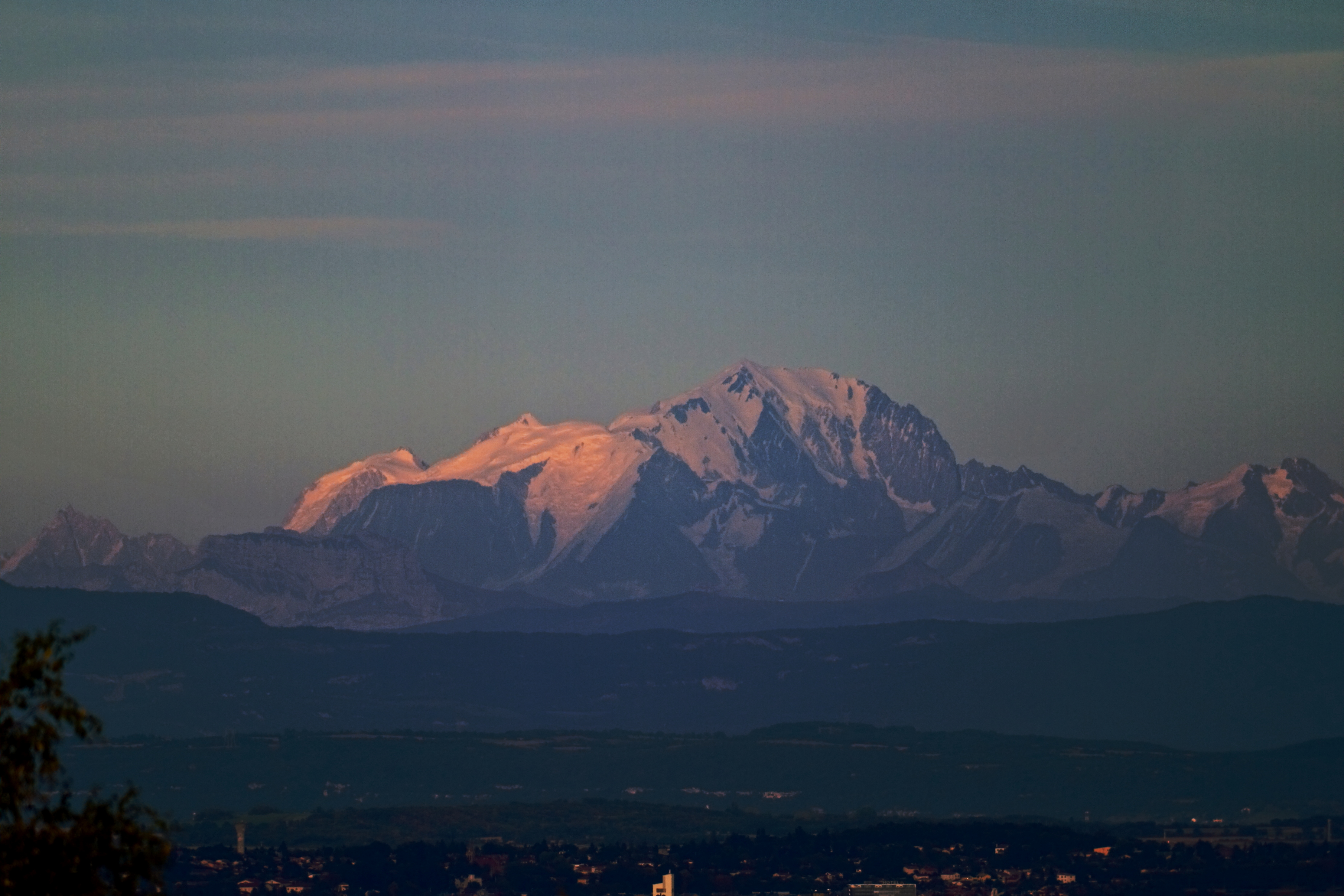
Vue du mont Blanc depuis l'Ouest lyonnais en été.

Le panorama théoriquement visible depuis le sommet, dépendant du relief et de la courbure terrestre mais pas des phénomènes de réfraction, s'étend, outre les Alpes, sur six massifs : le Massif central (montagne d'Aulas et mont Aigoual dans le Sud des Cévennes à 326 et 321 km, pic Cassini au mont Lozère à 286 km, mont Mézenc à 233 km, mont Mouchet dans la Margeride à 289 km, crêt de la Perdrix dans le Pilat à 185 km, puy du Rocher et puy de Peyre-Arse dans les monts du Cantal à 332 et 335 km, monts du Lyonnais à 185 km, Pierre-sur-Haute et puy de Montoncel dans les monts du Forez à 239 et 247 km, puy de Dôme dans la chaîne des Puys à 304 km, mont Saint-Cyr dans le Mâconnais à 197 km), le Morvan (Haut-Folin à 253 km, Tureau des Grands-Bois à 258 km), le Jura (également pour sa partie suisse), les Vosges (Grand Ballon à 231 km), la Forêt-Noire (Belchen à 233 km, Feldberg à 243 km) en Allemagne et les Apennins (mont Penice à 225 km, mont Ragola à 252 km, mont Ebro à 221 km) en Italie. Cependant, il n'est pas toujours évident de distinguer les massifs les plus lointains, même par temps clair et ensoleillé. La pollution émise dans les plaines, conjuguée à l'absence de vent, peut réduire la visibilité à 100 km.

### Topographie

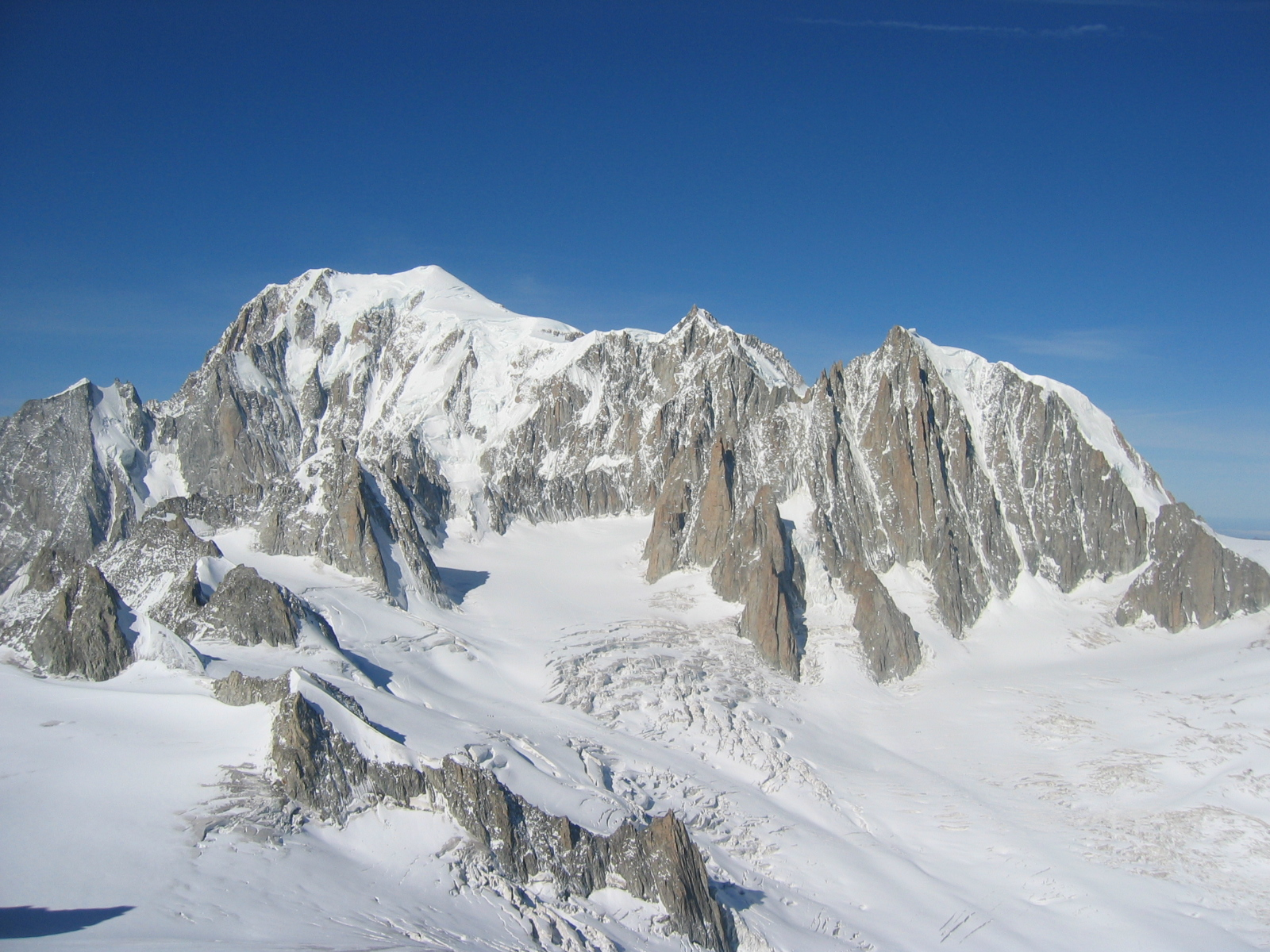
Vue du mont Blanc, du mont Maudit et du mont Blanc du Tacul depuis le glacier du Géant.

Le sommet du mont Blanc est recouvert par un dôme de neige allongé grossièrement d'ouest en est, alors que ses versants forment une pyramide dont les faces sont orientées au nord, au sud-ouest et au sud-est. Le versant septentrional présente un dénivelé de 3 800 mètres avec la vallée de Chamonix. Il alimente principalement le glacier des Bossons ; le glacier de Taconnaz naît entre l'aiguille du Goûter et le dôme du Goûter, sur l'arête nord-ouest du mont Blanc. Les versants sud-ouest et sud-est, plus rocheux, présentent un dénivelé maximal de 3 300 mètres avec le val Vény un peu en amont de la frazione d'Entrèves. Ils alimentent, d'ouest en est, le glacier du Dôme et le glacier du Mont-Blanc qui s'épanchent tous deux vers le glacier du Miage, le glacier du Brouillard et le glacier de Frêney qui naissent en contrebas du sommet et ne confluent plus jusqu'au fond de la vallée, et enfin le glacier de la Brenva.

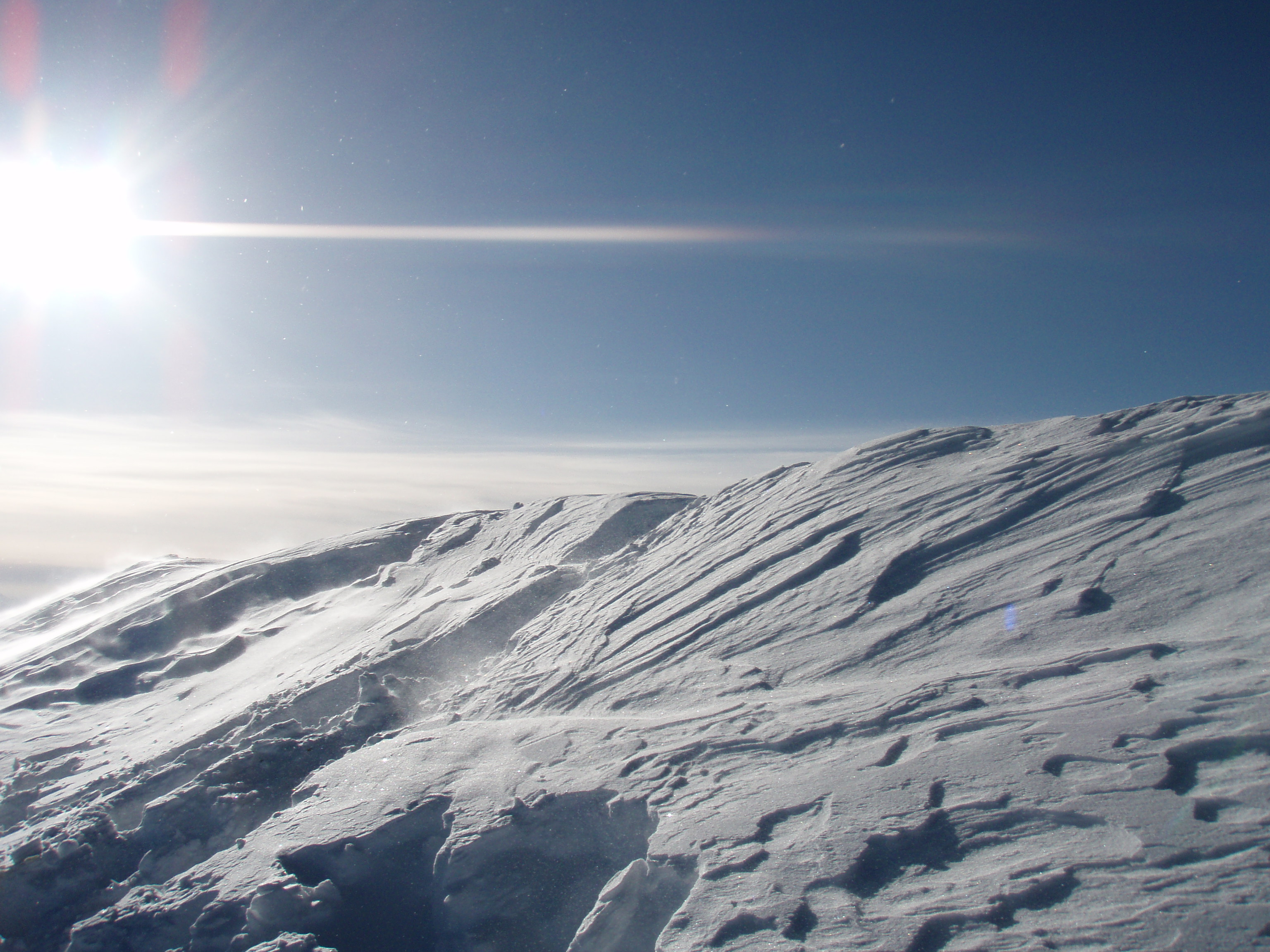
Vue de l'arête sommitale du mont Blanc en août 2007.

L'altitude du mont Blanc est définie par la hauteur d'accumulation de neige surplombant le sommet rocheux. Ce dernier est situé à 4 792 m et serait recouvert par une calotte de neige et de glace d'une épaisseur d'environ 15 à 30 m. L'épaisseur de cette calotte dépend des précipitations et du vent qui sculpte la crête sommitale comme une dune. L'altitude de la crête fluctue donc au gré des saisons. Plus les vents sont faibles et les précipitations importantes et plus la calotte s'épaissit et le point culminant est élevé. Celui-ci est ainsi plus haut en été qu'en hiver car le vent est moindre. Ces conditions météorologiques influencent plus généralement la morphologie de l'arête sommitale en modifiant la répartition de la couverture neigeuse ce qui a aussi pour effet de modifier la position du sommet de celle-ci par rapport au sommet rocheux selon un axe orienté ouest-sud-ouest – est-nord-est. De manière générale, le sommet rocheux est décalé à l'ouest par rapport à la cime neigeuse. En 2004, il se trouvait, d'après des instruments radar et des carottages, à 40 mètres à l'ouest de cette dernière, et les relevées depuis 2001 montrent que le sommet enneigé s'éloigne vers l'est. Le sommet en 2009 était ainsi situé 34 m plus à l'est qu'en 2003.
Depuis le lever topographique du capitaine Jean-Joseph Mieulet en 1863, l'altitude officielle du plus haut sommet des Alpes est longtemps demeurée définie à 4 807 mètres (altitude ellipsoïdale géopotentielle). Depuis 2001, des mesures sont effectuées tous les deux ans pour suivre l'évolution de l'altitude.

### Géologie
Le mont Blanc est représentatif de la géologie du massif,,. Il appartient aux massifs cristallins externes qui sont des socles anté-triassiques de la plaque européenne, affiliés au domaine delphino-helvétique et exhumés lors de l'orogenèse alpine. Ces socles sont constitués d'un ensemble de roches polymétamorphiques dont le protolithe est d'âge néoprotérozoïque à ordovicien et d'un granite intrusif, le granite du mont Blanc, d'âge carbonifère tardif (303 ± 2 Ma). Il est délimité sur son versant sud-est par des couvertures sédimentaires autochtones du domaine delphino-helvétique et sur son versant nord-ouest par la zone de cisaillement du Mont-Blanc et une bande étroite de couverture sédimentaire organisées en un pli synclinal (synclinal médian) qui le séparent du massif des Aiguilles Rouges. Le contact entre la zone de cisaillement et les unités du mont Blanc se comporte en faille inverse avec une légère composante décrochante dextre. Son enracinement en profondeur semble indiquer qu'elle serait responsable du chevauchement du mont Blanc et par extension de son exhumation.
Les unités du mont Blanc décrivent une variété de contextes tectoniques (arcs volcaniques, bassins sédimentaires) et de lithologie (roches sédimentaires, magmatiques) entre le Néoprotérozoïque et la première moitié du Paléozoïque. Ces roches ont ensuite été métamorphosées durant les cycles orogéniques successifs (orogenèses calédonienne puis varisque). Elles sont traversées par plusieurs plutons granitiques, dont le granite du mont Blanc, à la fin de l'orogenèse varisque. Au Trias, l'ensemble de ces roches forme un relief aplani par l'érosion (pénéplaine) puis constitue la marge nord de la Téthys alpine à son ouverture au Jurassique moyen. Des séries sédimentaires marines à dominante carbonatée s'accumulent entre le Trias et le Crétacé dans un environnement marin de plateforme distale (domaine delphino-helvétique), prolongement au large des unités du Jura. La plateforme carbonatée évolue ensuite en bassin d'avant-pays à l'Éocène où prédominent des séries carbonatées (Éocène) puis détritiques marines héritées de l'érosion des Alpes en cours de formation (Éocène - Oligocène). Cette couverture sédimentaire se décolle à l'Oligocène pour former des nappes de charriages (nappes helvétiques) durant l'orogenèse alpine puis les unités du socle sont soumises à un métamorphisme schiste vert et exhumées au Miocène pour former le mont Blanc,. La morphologie du relief est enfin façonnée par les cycles glaciaires successifs au Quaternaire qui sont aussi à l'origine des glaciers ceinturant le sommet.
Le sommet du mont Blanc est composé de gneiss et micaschites paléozoïques sur sa moitié sud-ouest et du granite du mont Blanc pour la moitié nord-est. Cependant la calotte de neige et de glace qui coiffe le sommet ne permet pas de définir la nature exacte des roches qui constituent le sommet, bien que certains, considèrent qu'il s'agirait de gneiss. Le granite du mont Blanc est un granite calco-alcalin potassique, leucocrate, à granulométrie grossière (entre 0,5 et 1 mm) et porphyrique (phénocristaux de feldspaths alcalins). Ces derniers ont par ailleurs tendance à décliner vers les parties externes de l'intrusion ce qui pourrait résulter du refroidissement plus rapide en bordure qu'au cœur de l'intrusion. Deux variétés d'enclaves de couleurs sombres sont aussi décrites. La première à dominante magnésienne (MgO/FeOtotal = 0,6 - 0,7) forme des enclaves de tailles métriques, riches en hornblende et biotite. Elle résulterait du démantèlement de dykes de composition basique à intermédiaire et sa stabilisation chimique est datée à 316,1 ± 19,5 Ma. La seconde variété est de composition ferreuse (MgO/FeOtotal = 0,3). Elle constitue des enclaves de plus petite taille (inférieure à 1 m) et plus riches en biotite (15 à 25 %). Son origine est plus complexe et semble liée à des phases de différenciation et de contamination du magma. L'hétérogénéité de composition ne permet pas de dater ces enclaves par datation Rb/Sr. Le granite est localement mylonitisé à la suite de sa mise en place et a été soumis à un métamorphisme schiste vert durant l'orogenèse alpine. Des dykes de plusieurs mètres de largeur de microgranite hololeucocrate sont aussi répertoriés dans la partie orientale du massif.

### Climat
Les conditions météorologiques peuvent changer très rapidement (neige, brouillard). Au sommet, la vitesse du vent peut atteindre 150 km/h et la température −40 °C (minimum absolu de −43 °C). Le vent renforce l'effet de froid (refroidissement éolien) : la température apparente chute de 10 °C tous les 15 km/h de vent. Il peut contribuer à lui seul à l'échec d'une ascension, même par des professionnels.
À partir de 3 700 m environ, toutes les précipitations se font sous forme de neige. Ces dernières sont plus abondantes en été qu'en hiver, du fait que l'air froid ne contient pas beaucoup d'humidité. Le sommet peut connaître quelques journées de dégel dans l'année, notamment entre juillet et septembre, le maximum absolu étant de 9 °C. L'isotherme zéro degré peut dépasser les 5 000 m d'altitude.

### Faune et flore

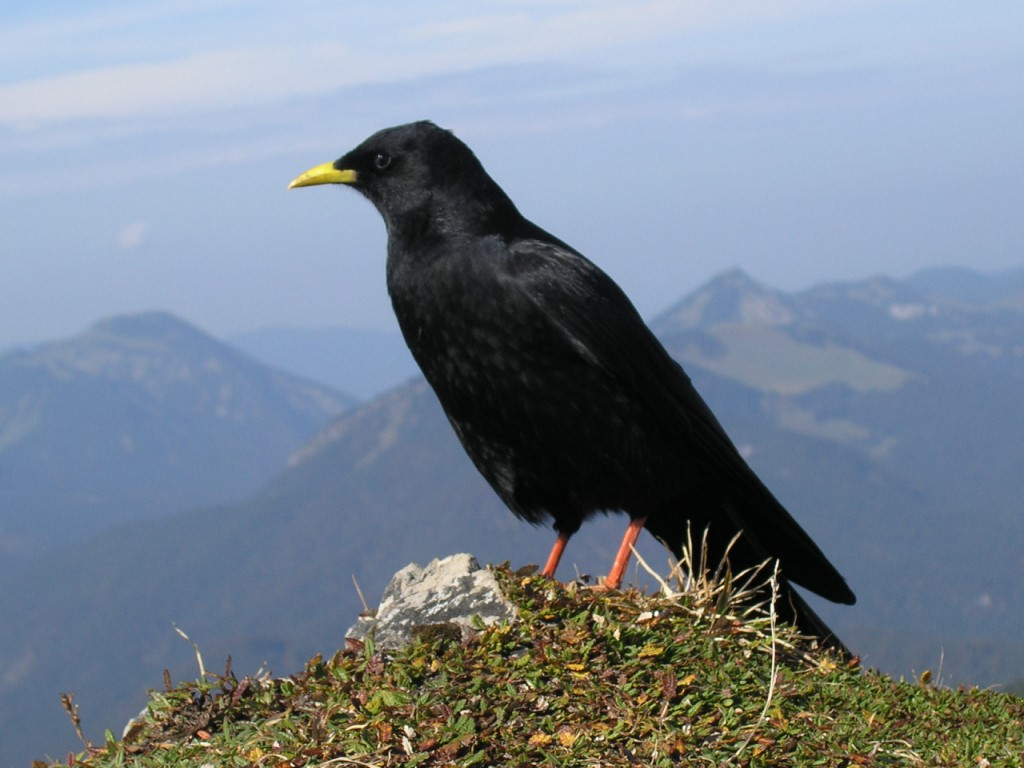
Chocard à bec jaune.

L'essentiel des pentes du mont Blanc se situant au-dessus de 3 000 mètres d'altitude, elles se trouvent au-delà de la limite de l'étage nival, caractérisé par la présence de névés. Le manteau neigeux important, les conditions climatiques extrêmes, l'acidité des roches et l'absence d'humus rendent les conditions de vie presque impossibles. Pourtant, dans les creux de falaises abrités, certaines plantes arrivent à subsister comme la renoncule des glaciers,, l'arabette naine et des espèces de saxifrages, notamment celle à deux fleurs. Cependant, les formes de vie se limitent essentiellement à des mousses et lichens.
Les mammifères ne peuvent pas vivre durablement dans les conditions décrites,. De rares campagnols peuvent faire des incursions à plus de 3 000 mètres. Certaines espèces d'oiseaux sont capables de survoler les pentes supérieures du mont Blanc : chocard à bec jaune,, lagopède alpin, accenteur alpin, niverolle alpine ou tichodrome échelette.

## Histoire

### La montagne maudite

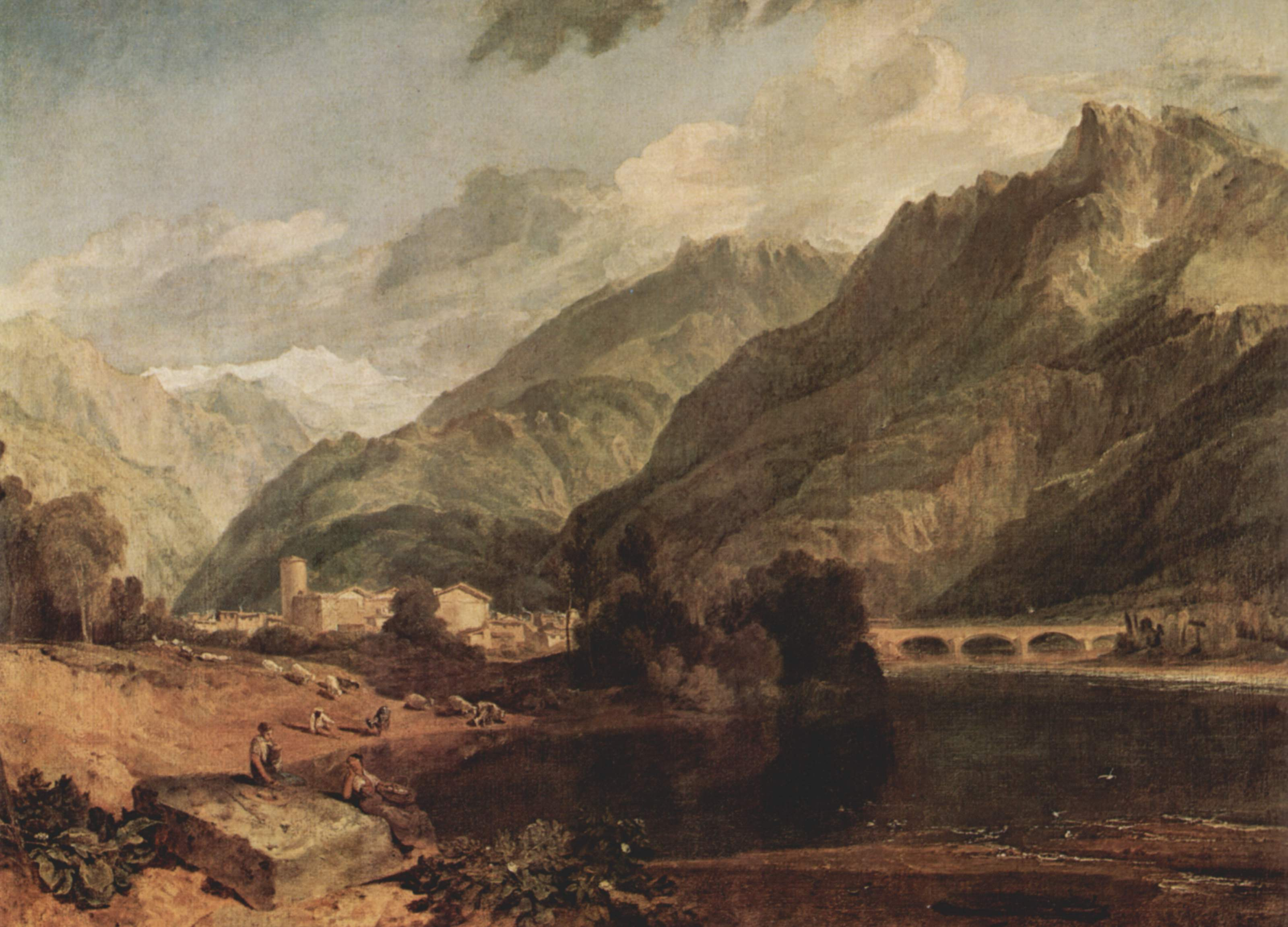
Le mont Blanc est en arrière-plan sur le tableau Vue générale de Bonneville peint par Turner.

Au XVIIe siècle, lors du petit âge glaciaire, des processions et exorcismes sont organisés afin de mettre fin à l'avancée de la Mer de Glace qui s'approche dangereusement de Chamouny. Jusqu'au XVIIIe siècle, le massif inspire de la crainte aux habitants de la vallée et ses sommets ne sont parcourus que par quelques chasseurs de chamois et cristalliers.
Toutefois, il éveille la curiosité de la bourgeoisie genevoise. Elle se rend au Môle, bien visible au sud-est de la ville, en présence d'Anglais, pour observer le mont Blanc de plus près. Toutefois, en l'absence de cartes décrivant l'organisation interne de cette partie des Alpes, ils sont rapidement désorientés : « Qu'on tire de Genève une ligne passant par le sommet du Môle, la montagne maudite sera située en un point quelconque du prolongement de cette ligne jusqu'à sa rencontre avec la vallée du Rhône, mais, nécessairement, toujours au nord de la vallée de Chamonix au lieu d'être au midi ». Cette erreur perdure pendant un demi-siècle, expliquée ainsi par Charles Henri Durier : « On aperçoit fort bien le mont Blanc des environs de Genève mais en avançant vers les Alpes, on le perd de vue, et les premières sommités couvertes de neige que l'œil retrouve au sortir de Bonneville, ce n'est pas le mont Blanc, ce sont les dents de Morcle et du Midi, c'est le Buet surtout, qui couronne l'extrémité de la vallée, le Buet qui est effectivement au nord de Chamonix dans la directement de Genève au Môle et qu'on a pris pour la haute montagne qu'on avait aperçue de loin… Le peuple de Genève nomma le mont Blanc la montagne maudite, le peuple prit le Buet pour la montagne maudite : les géographes suivirent ! ».
Ainsi, Durier explique que le mont Blanc lui-même est identifié trop tardivement pour que des mythes religieux et une symbolique poétique lui soient associés ; il entre directement dans l'ère du rationalisme scientifique.

### Études et premières tentatives

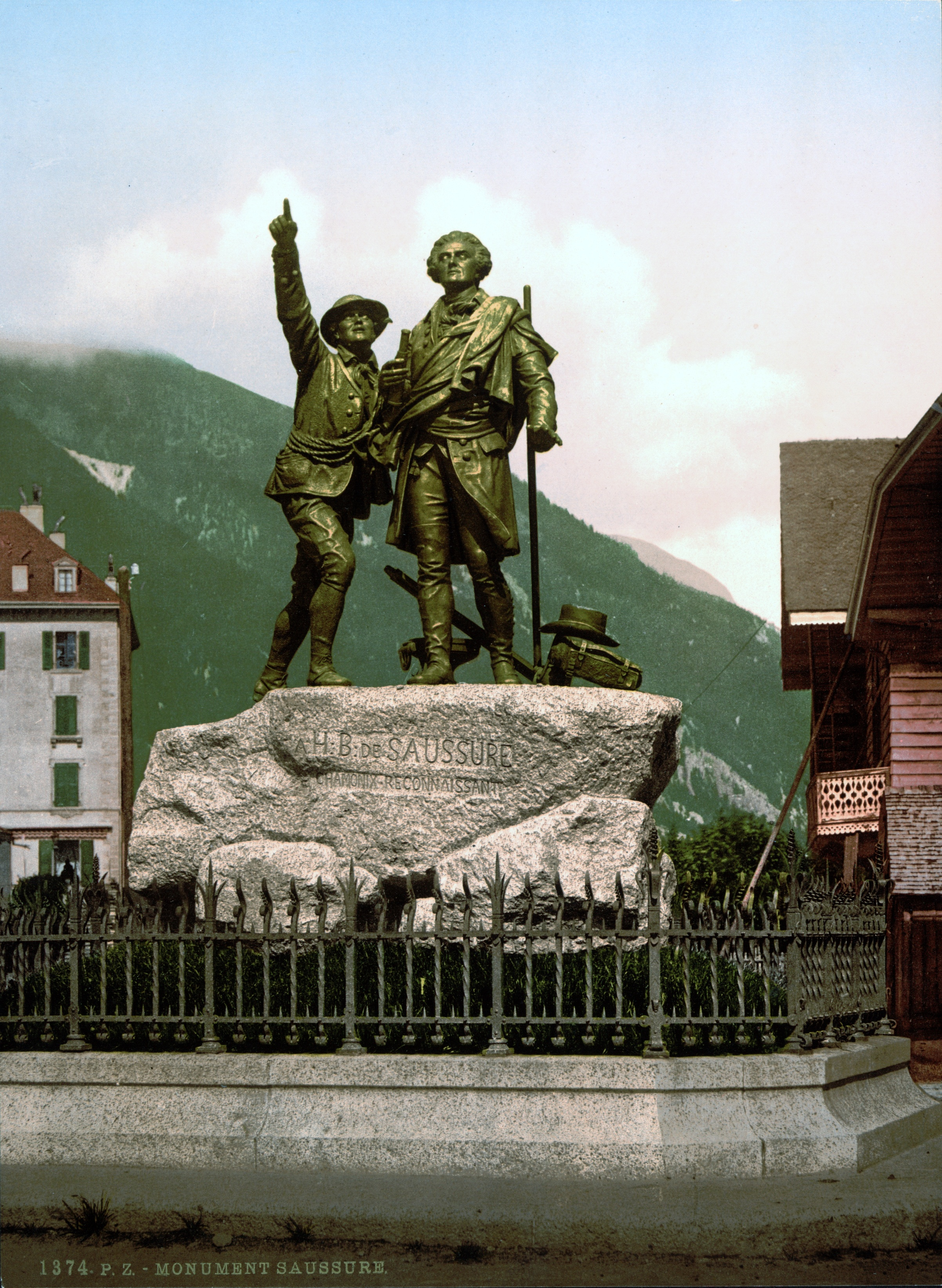
Monument à Jacques Balmat et Horace Bénédict de Saussure à Chamonix-Mont-Blanc.

Jean-Christophe et Nicolas Fatio de Duillier semblent être les premiers en 1683 à mesurer la hauteur du mont Blanc à 4 728 mètres (2 426 toises) au-dessus de la mer Méditerranée. À partir de 1760, le naturaliste suisse Horace Bénédict de Saussure entreprend une douzaine de voyages à Chamonix pour observer le massif du Mont-Blanc et se focalise sur la conquête de son point culminant. Le scientifique effectue plusieurs tentatives notamment avec le guide courmayeurin Jean-Laurent Jordaney. Celui-ci, originaire de Pré-Saint-Didier et surnommé « Patience », accompagne Horace Bénédict de Saussure à partir de 1774 sur le glacier du Miage et sur le mont Crammont lorsqu'il décide d'ouvrir une voie au mont Blanc. Après des mesures depuis Genève en 1775, George Shuckburgh-Evelyn, fraîchement élu à la Royal Society, propose à Saussure, l'année suivante, de l'accompagner au Môle pour peaufiner la mesure de l'altitude du mont Blanc ; il obtient 4 787 mètres (15 662 pieds anglais) par triangulation et le recours au baromètre depuis le Môle,,. Sur la base de ce résultat, l'altitude est ramenée en 1840 par le corps des ingénieurs géographes d'abord à 4 799,5 mètres après correction de la planimétrie puis à 4 806,5 mètres après intégration d'un coefficient de réfraction.
Dès 1760, Saussure offre une récompense de 48 livres (environ 1 000 euros) pour la première ascension en pensant ainsi percer le mystère de la formation géologique des Alpes. Il faut cependant attendre le 3 juillet 1775 pour assister à une première tentative sérieuse par quatre guides de la vallée. Ils suivent l'itinéraire des Grands Mulets mais doivent rebrousser chemin épuisés par la chaleur et inquiétés par le mauvais temps qui menace,. Une nouvelle tentative a lieu en 1783 par le même itinéraire, également gênée par la réverbération du soleil. À leur retour, ils conseillent à Saussure d'emporter un parasol et du parfum. La même année, Marc-Théodore Bourrit engage ces trois guides et invite Michel Paccard pour une nouvelle tentative vite avortée en raison du mauvais temps,. En septembre 1784, Paccard et un guide entreprennent de monter à l'aiguille du Goûter en partant du hameau de Bionnassay mais ils progressent difficilement et doivent redescendre. Quelques jours plus tard, Bourrit fait une tentative par le même itinéraire. Deux de ses guides parviennent à atteindre les rochers Vallot, mais l'arête des Bosses qui les sépare du sommet leur parait trop escarpée. L'année suivante, Saussure organise une grande expédition par le même itinéraire, à laquelle se joignent Bourrit et son fils. Ils progressent sur l'arête de l'aiguille du Goûter mais ils sont finalement bloqués par l'accumulation de neige fraîche. En juin 1786, cinq guides de Chamonix se séparent en deux groupes pour étudier l'accès le plus commode au dôme du Goûter. Trois partent de Chamonix et passent la nuit à la montagne de la Côte. Jacques Balmat, le cristallier, se joint à eux sans y être invité. Deux autres partent de Bionnassay et dorment dans l'abri aménagé par Saussure l'année précédente. Ils se rejoignent au col du Dôme et parviennent jusqu'aux rochers Vallot, mais l'arête des Bosses leur semble impossible à franchir et ils décident de redescendre. Jacques Balmat reste en arrière pour explorer les rochers à la recherche de cristaux. Surpris par la nuit, il est forcé de dormir sur place. Au grand étonnement des habitants de la vallée, Balmat redescend sain et sauf le lendemain.

### Premières ascensions

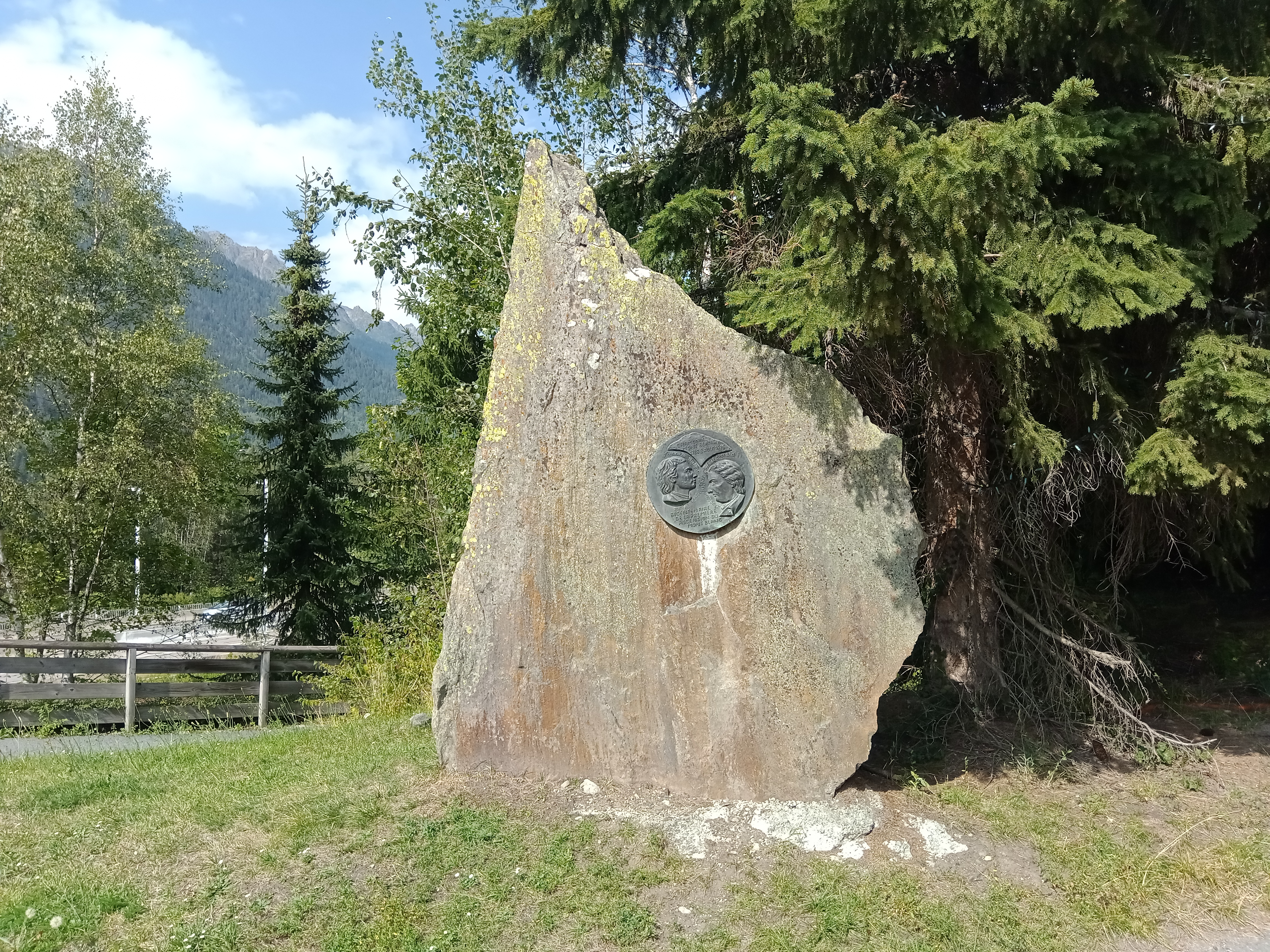
Monument à Jacques Balmat et Michel Paccard érigé le 8 août 1986 aux Pélerins à l'occasion du bicentenaire de la première ascension du mont Blanc.

Le 7 août 1786, Jacques Balmat et Michel Paccard se mettent en route, discrètement, depuis les Bossons, et partent bivouaquer en haut de la montagne de la Côte. Le 8 août, ils suivent l'itinéraire des Grands Mulets et parviennent vers 15 heures sur le Grand Plateau. De là, ils partent vers l'est et franchissent les pentes raides au-dessus des rochers Rouges Supérieurs. Ils apparaissent alors distinctement depuis la vallée, observés à la lunette par le baron Adolf Traugott von Gersdorff (de). Ils atteignent les Petits Rouges qu'ils quittent à 17 h 45, puis les Petits Mulets et parviennent au sommet à 18 h 23. Ils y restent trente-trois minutes puis entament la descente. À 23 heures, ils quittent le glacier et s'arrêtent pour dormir. Le lendemain, ils se réveillent à 6 heures et poursuivent vers le village. Paccard souffre d'ophtalmie et doit être aidé par Balmat pour le reste de la descente. Au village, Balmat apprend que sa fille est morte le jour où il atteignait le mont Blanc. Cet exploit marque les débuts de l'alpinisme tel qu'on le connaît aujourd'hui. Jacques Balmat, accompagné de François Paccard, se déplace par la suite à Genève pour toucher la récompense de Saussure, auquel se rajoutent 460 livres offertes par le baron Adolf Traugott von Gersdorff, ainsi que 240 livres par le royaume de Piemont-Sardaigne pour service rendu car « cette brillante action amènera un grand nombre de voyageurs à visiter les glaciers et enrichira la province ».
Presque un an plus tard, Saussure entreprend de monter lui-même au sommet, accompagné de dix-neuf personnes, dont Balmat. Il y parvient le 3 août 1787. Il procède au premier calcul de l'altitude du mont Blanc depuis son sommet. Après un calcul de la moyenne avec trois mesures précédemment effectuées, il annonce comme altitude 2 450 toises, soit 4 775 mètres,,.
De nouvelles mesures par nivellement trigonométrique réalisées dans les années 1820, d'abord par Plana et Carlini dans le cadre des opérations austro-piémontaises, fixent l'altitude à 4 801,9 mètres, corrigée par les ingénieurs géographes à la valeur de 4 811,6 mètres. Puis le commandant Filhon, avec l'aide des travaux de triangulation du commandant Corabœuf menés vingt-cinq ans plus tôt, obtient 4 810,9 mètres d'altitude.
La première femme à atteindre le sommet est la Chamoniarde Marie Paradis, le 14 juillet 1808. De son propre aveu, elle est « traînée, tirée, portée » par les guides sur la fin de l'ascension. Cette première reste néanmoins un exploit, compte tenu des conditions de l'époque. La seconde ascension féminine est réussie par Henriette d'Angeville, par ses propres moyens, vêtue d'une simple robe, le 4 septembre 1838.
Jusqu'en 1827, les ascensionnistes utilisent sensiblement la même voie que Balmat et Paccard en passant du Grand Plateau au sommet par la face Nord au-dessus des rochers Rouges. Le passage du Corridor plus à l'est est ensuite emprunté pour rejoindre l'itinéraire des Trois Monts au niveau du Mur de la Côte,. L'arête des Bosses, qui est la voie normale actuelle, n'est parcourue pour la première fois qu'en 1861.

### Première controverse alpine
La première ascension est aussi à l'origine de la première controverse alpine, qui a pour conséquence de minimiser fortement le mérite qui revient à Paccard dans cette entreprise. Elle débute par des échanges par voie de presse entre Bourrit et Paccard. Bourrit est en effet le premier à faire le récit de l'ascension et il minimise le rôle de Paccard. Selon lui, Balmat aurait découvert la voie, réalisé toute la montée en tête pour arriver le premier au sommet, puis serait redescendu pour aider Paccard, exténué, à atteindre le sommet ; Paccard n'aurait même pas payé son dû à Balmat. Il conteste cette version et fait signer à Balmat une attestation sous serment avec témoins décrivant le vrai récit de l'ascension. Pressé par Saussure et von Gersdorf, Bourrit est forcé d'édulcorer quelque peu son récit. Mais il est bien plus influent que Paccard auprès des éditeurs genévois, et Paccard ne réussit pas à publier son récit de l'ascension. C'est la version de Bourrit qui est largement reprise pendant plus d'un siècle.
La première ascension de Balmat et Paccard est par ailleurs largement éclipsée par celle de Saussure un an plus tard, qui reste 4 h 30 min au sommet et qui publie son récit dans Relation abrégée d'un voyage à la cime du Mont Blanc. La controverse est relancée par Alexandre Dumas : en 1832, cinq ans après la mort de Paccard, il dîne avec Balmat qui fait un récit encore plus à son avantage de l'ascension de 1786. Dumas publie ce récit dans son livre Impressions de Voyage en Suisse qui assied la légende de Balmat, conquérant du mont Blanc, et relègue dans l'oubli la participation de Paccard. Pour preuve, la statue érigée à Chamonix en 1887, à la gloire de Balmat et Saussure. Il faut attendre 1986 pour que la statue en l'honneur de Paccard soit érigée.
Ce récit à la gloire exclusive de Balmat est remis en question par des membres de l'Alpine Club. En 1860, Edward Whymper pose ainsi la question « Qui est le docteur Paccard ? ». Ils reconstituent notamment le récit perdu du docteur Paccard. De nos jours encore, les récits de cette première ascension historique sont influencés par les versions de Bourrit et Dumas.

### Premier accident mortel et création des compagnies de guides

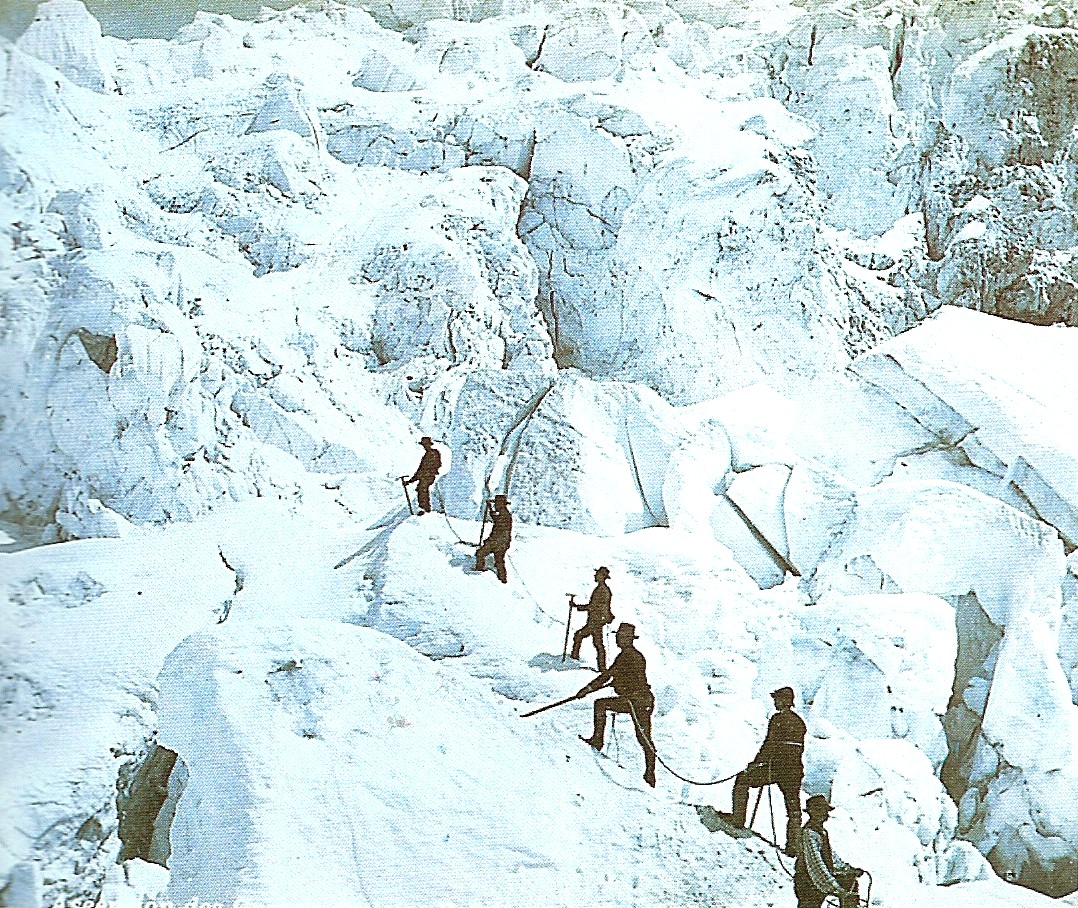
La caravane du Dr Bardy en 1880.

Le premier accident mortel a eu lieu en 1820, lors de la dixième ascension. Cette expédition a été rapportée par Alexandre Dumas qui en a recueilli le récit détaillé auprès du guide Marie Coutet, rescapé de l'expédition : les clients sont le colonel britannique Joseph Anderson et le docteur Joseph Hamel, météorologue de l'empereur de Russie. Paul Verne évoque l'événement dans son récit Quarantième ascension au Mont Blanc. Après deux nuits et une journée passées aux Grands Mulets, les clients exigent de monter au sommet malgré les conditions météorologiques défavorables et les guides, au nombre de treize, n'osent refuser. La caravane progresse avec de la neige fraîche jusqu'aux genoux. Les alpinistes progressent en file indienne, leur trace coupe une plaque à vent et déclenche une avalanche qui les emporte. Les trois guides de tête tombent dans une crevasse deux cents mètres plus bas et périssent. Leurs restes sont retrouvés en 1861, en bon état de conservation, au bas du glacier des Bossons.
Toutefois, la peine et la consternation poussent les guides à s'unir l'année qui suit le drame. Le 9 mai 1823, un manifeste de la chambre des députés de Turin, approuvé par Charles-Félix de Savoie, rend officielle la création de la Compagnie des guides de Chamonix. Ses statuts prévoient que le voyageur est conduit sur les montagnes par des guides de première classe qui ont l'expérience et le contact nécessaires. La seconde classe est constituée par des guides de moindre expérience qui travaillent surtout comme porteurs. Les statuts définissent enfin une troisième catégorie, celle des aspirants-guides apprenant le métier. En 2018, la Compagnie compte dans ses rangs plus de 220 membres professionnels, guides et accompagnateurs en moyenne montagne.
Créée en 1850, la Société des guides de Courmayeur est fondée sur le versant valdôtain, devenant ainsi la première d'Italie et la deuxième au monde après la Compagnie des guides de Chamonix. Le chef de file a été Jean-Laurent Jordaney, originaire de Pré-Saint-Didier. Il accompagne, entre autres, Horace Bénédict de Saussure à partir de 1774 sur le glacier du Miage et sur le mont Crammont lorsqu'il décide d'ouvrir une voie au mont Blanc, et le Britannique Thomas Ford Hill au col du Géant en 1786.

### Tracé de la frontière

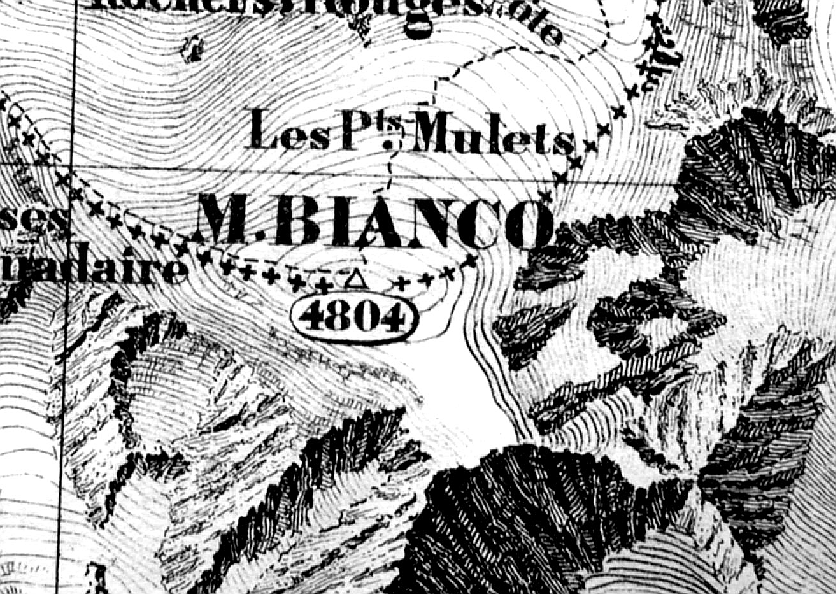
« Point de vue italien » : l'Atlas sarde de 1869.

Selon qu'on consulte une carte éditée en France ou en Italie, on ne lit pas le même tracé de la frontière au sommet du mont Blanc : sur les cartes italiennes, le sommet est un point de la ligne séparant les deux États, et est donc binational ; en revanche, les cartes françaises font apparaître une bande de terre française approximativement triangulaire qui pointe vers le sud au niveau du mont Blanc : selon ces cartes, le sommet du massif serait donc entièrement en France, la frontière passant par le mont Blanc de Courmayeur. Les cartes nationales suisses, couvrant aussi tout le massif, montrent de manière neutre les deux territoires contestés autour du mont Blanc ainsi qu'autour du dôme du Goûter (ceci après avoir suivi les conventions françaises jusqu'en 2018). Les tenants et aboutissants de cette situation sont liés à l'existence d'une frontière à travers le massif qui remonte à l'annexion de la Savoie par la France, donc à 1860, régie par le traité de Turin et ses protocoles annexes. La « carte au 1/50 000 de la frontière de la Savoie depuis le mont Grapillon, du côté suisse, jusqu'au mont Thabor où la limite de la Savoie rejoint la frontière de la France » annexée à la convention de Turin (annexe III) fait clairement passer la frontière par la calotte sommitale du mont Blanc. Très tôt néanmoins, à partir de 1865, les cartes françaises présentent une nouvelle version du tracé : la carte topographique d'état-major du capitaine Jean-Joseph Mieulet fait en effet apparaître le triangle de terres françaises qui figure jusqu'à aujourd'hui sur les cartes éditées du côté français. Les cartes italiennes, notamment l'Atlas sarde de 1869 font, elles, état du tracé passant par le sommet.

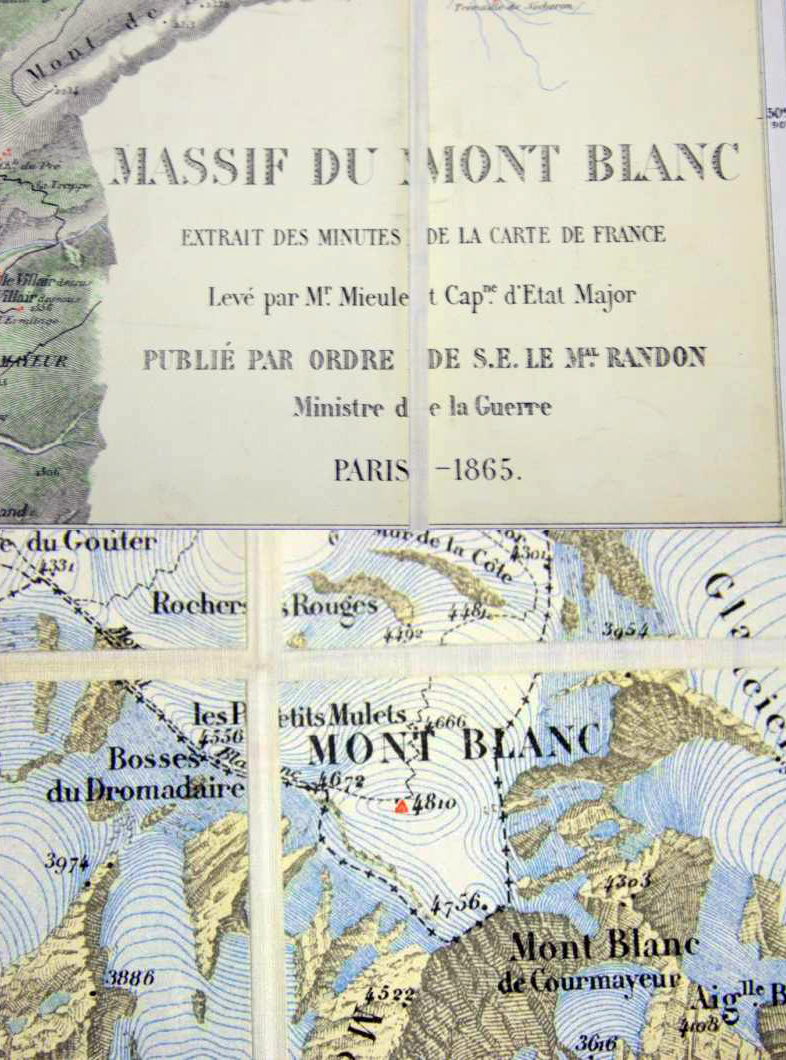
« Point de vue français » : la carte du capitaine Mieulet de 1865.

Côté français, l'arrêté préfectoral du 21 septembre 1946 partage le secteur du dôme du Goûter et du mont Blanc entre les trois communes de Saint-Gervais-les-Bains, Les Houches et Chamonix-Mont-Blanc. Cet arrêté adopte l'interprétation du tracé frontalier des cartes d'état-major françaises et divise d'ailleurs le triangle litigieux au sud du mont Blanc entre les deux communes de Chamonix et de Saint-Gervais. Des pièces analysées par un érudit italien montrent que la préparation de cet arrêté a été étudiée jusqu'au niveau ministériel (une note datée du 5 juin 1946 et établie par le ministère des Affaires étrangères français y a été consacrée).
Sur la fin du XXe siècle, la question est évoquée à plusieurs reprises dans des articles ou ouvrages érudits, particulièrement du côté italien, qui soutiennent que le tracé figurant sur les cartes françaises est sans fondement juridique. La question ayant attiré la curiosité du grand public (elle est même relayée officiellement par le député du Val d'Aoste Luciano Caveri dans une question à la Chambre), les autorités italiennes font valoir en 1995 leur position aux autorités françaises par un mémoire, à l'occasion des travaux d'une commission chargée de fournir un tracé plus précis de la frontière. La France a rejeté la thèse italienne notamment sur l'hypothèse d'un principe de division par la ligne de crête qui n'est nulle part établi et est contredit par les faits comme par le texte même des traités. Les dernières propositions de discussion du sujet en commission mixte de démarcation (2021), qui rassemble les techniciens et les spécialistes du sujet, ont été rejetées par l'Italie qui revendique un traitement plus politique du sujet. La situation perdure donc aujourd'hui encore et n'est pas définitivement tranchée.

### Travaux et legs des Vallot

Observatoire du mont Blanc en 1890, d'après une photographie de M.J. Vallot.

Les premières véritables études scientifiques du sommet du mont Blanc sont conduites sur commande du botaniste, météorologue et glaciologue Joseph Vallot à la fin du XIXe siècle. Ce dernier veut pouvoir séjourner plusieurs semaines dans le voisinage du sommet pour y étudier la météorologie, l'accumulation de neige à haute altitude et la physiologie du mal des montagnes. Il fait procéder, à ses frais, à la construction de son premier observatoire, en bois. Mais il s'aperçoit très rapidement que le travail scientifique n'est pas compatible avec l'accueil des alpinistes. C'est pourquoi il fait construire, à proximité, le refuge Vallot.
À partir de 1892, l'ingénieur Henri Vallot, cousin de Joseph Vallot et avec son aide, se lance dans la réalisation d'une carte au 1:20 000 du massif du Mont-Blanc. Quelques décennies avant lui, vers le milieu du siècle, James David Forbes, Alphonse Favre (en) et Eugène Viollet-le-Duc avaient respectivement effectué quelques relevés et mesuré l'altitude du sommet, : 4 810 mètres. Une mire en bois est alors installée au sommet pour permettre d'affiner la mensuration du mont Blanc. L'altitude est affinée à 4 807,20 mètres par nivellement trigonométrique entre 1892 et 1894 par Henri et Joseph Vallot. Ce travail considérable de cartographie, effectué avec les moyens encore rudimentaires de l'époque, n'est achevé qu'après la mort des deux cousins par Charles Vallot, le fils d'Henri, qui lance par ailleurs la collection du Guide Vallot, réputée parmi les alpinistes.
Peu avant de mourir, Joseph Vallot confie l'observatoire à A. Dina qui — avec sa fondation — y développe un projet d'observatoire astronomique. Il est ensuite légué par sa veuve, madame Shillito, à la France qui le confie à l'Observatoire de Paris. Puis, en 1973, le CNRS devient gestionnaire des deux observatoires de Chamonix. En 1975, l'observatoire d'altitude est alors transmis au laboratoire de géophysique et de glaciologie de l'environnement (LGGE), alors que l'observatoire de Chamonix devient un « camp de base » pour les chercheurs du CNRS.

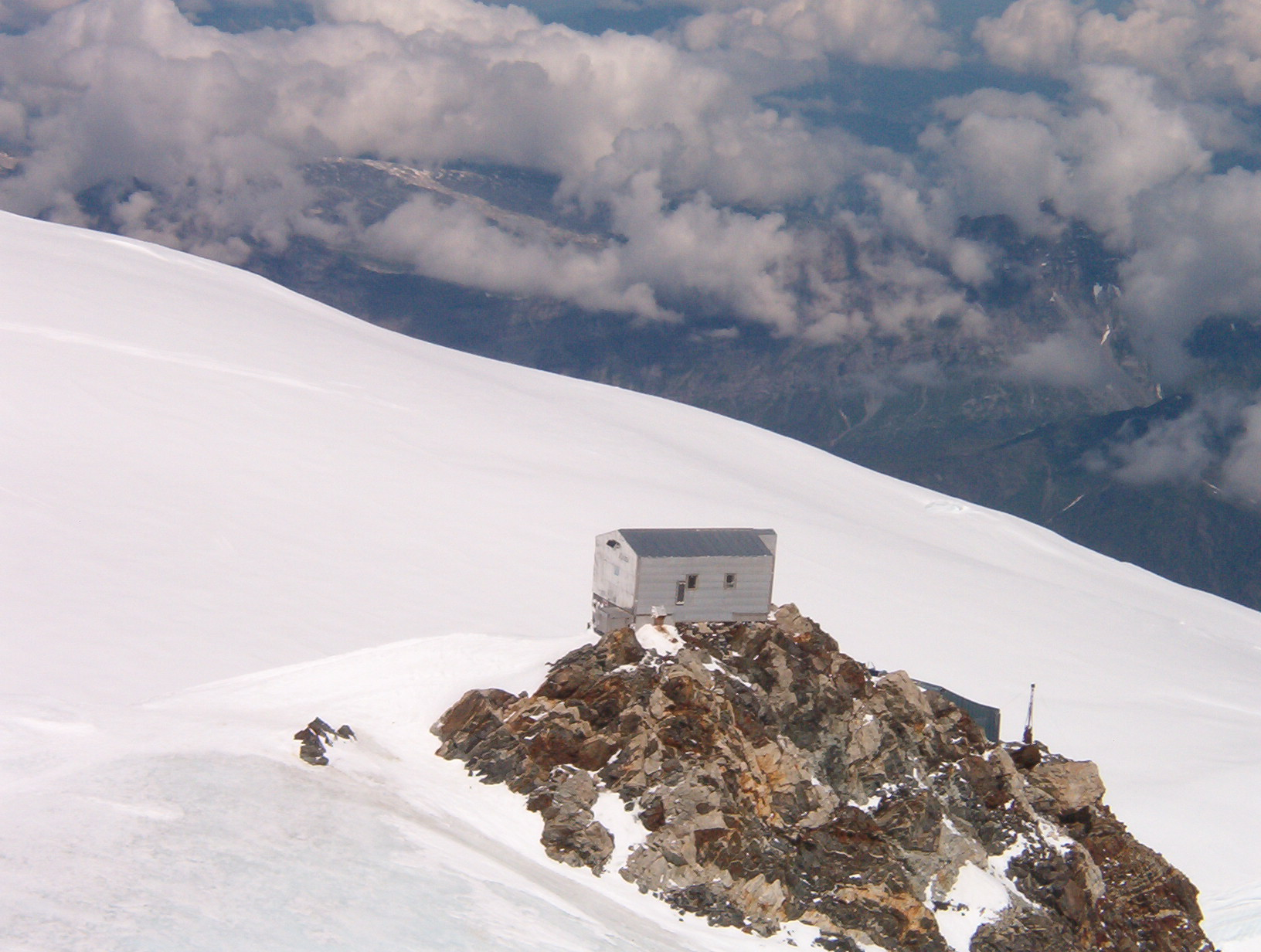
Le refuge Vallot actuel.

Ce refuge non gardé du Club alpin français n'est plus destiné qu'à la survie des alpinistes, en cas de mauvais temps. L'observatoire Vallot, situé une cinquantaine de mètres plus bas, n'est pas un refuge. Confié par le CNRS à l'Institut des géosciences de l'environnement, il est régulièrement utilisé par des scientifiques qui y mesurent les retombées des aérosols atmosphériques, pratiquent des forages sur le site du col du Dôme et étudient la physiologie en haute altitude.
En mars 2013, l'observatoire est mis en vente, avant annulation le 29 août 2013 de la vente par le ministre du Budget, à la demande du Centre de recherches sur les écosystèmes d'altitude (CREA) et de divers acteurs mobilisés pour qu'on tienne compte d'une condition imposée par Joseph Vallot lors de sa donation à l'État : l'usage scientifique du bâtiment. Un autre appel d'offres est lancé, prenant cette fois en compte la servitude d'usage scientifique qui doit rester attachée au lieu. La mairie de Chamonix et le CREA proposent de racheter le site qui serait consacré à la science. Finalement, en 2016, la mairie de Chamonix se porte acquéreur de l'observatoire.

### Observatoire Janssen

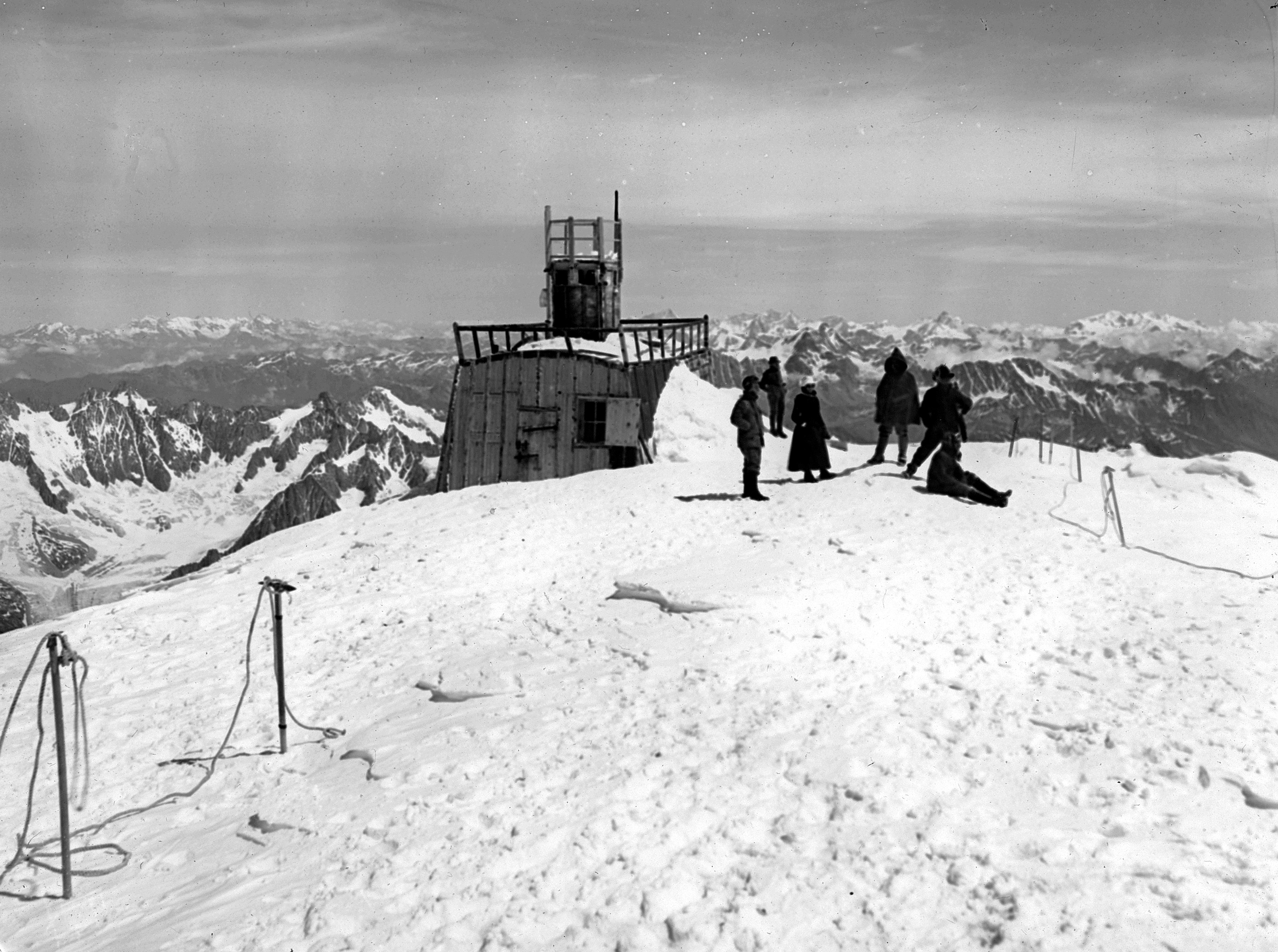
Observatoire Janssen au mont Blanc.

En 1891, Jules Janssen, académicien des sciences, envisage la construction d'un observatoire au sommet pour y effectuer des mesures sur le spectre solaire. Gustave Eiffel accepte de procéder à l'exécution du projet, à condition de pouvoir construire sur une fondation rocheuse et que celle-ci soit au plus à 12 mètres de profondeur. Des explorations préliminaires sont lancées pour trouver un point d'ancrage sous la direction de l'ingénieur suisse Imfeld, qui fore deux tunnels horizontaux de 23 mètres de long à 12 mètres sous la calotte sommitale. Il ne rencontre pas la roche, ce qui entraîne l'abandon du projet d'Eiffel.
L'observatoire est malgré tout construit en 1893 ; il repose sur des vérins destinés à compenser les éventuels mouvements de la glace. Le tout fonctionne peu ou prou jusqu'en 1906, quand le bâtiment commence à pencher sérieusement. La manœuvre des vérins permet de compenser l'assiette. Mais, trois ans plus tard, deux après la mort de Janssen, une crevasse s'ouvre sous l'observatoire qui est abandonné. Il disparaît dans les glaces et seule la tourelle est sauvée in extremis. La construction de l'observatoire est le contexte de la légende des trois pruneaux de Jacques Balmat narrée par Blaise Cendrars dans son roman Les Confessions de Dan Yack.

### Exploits

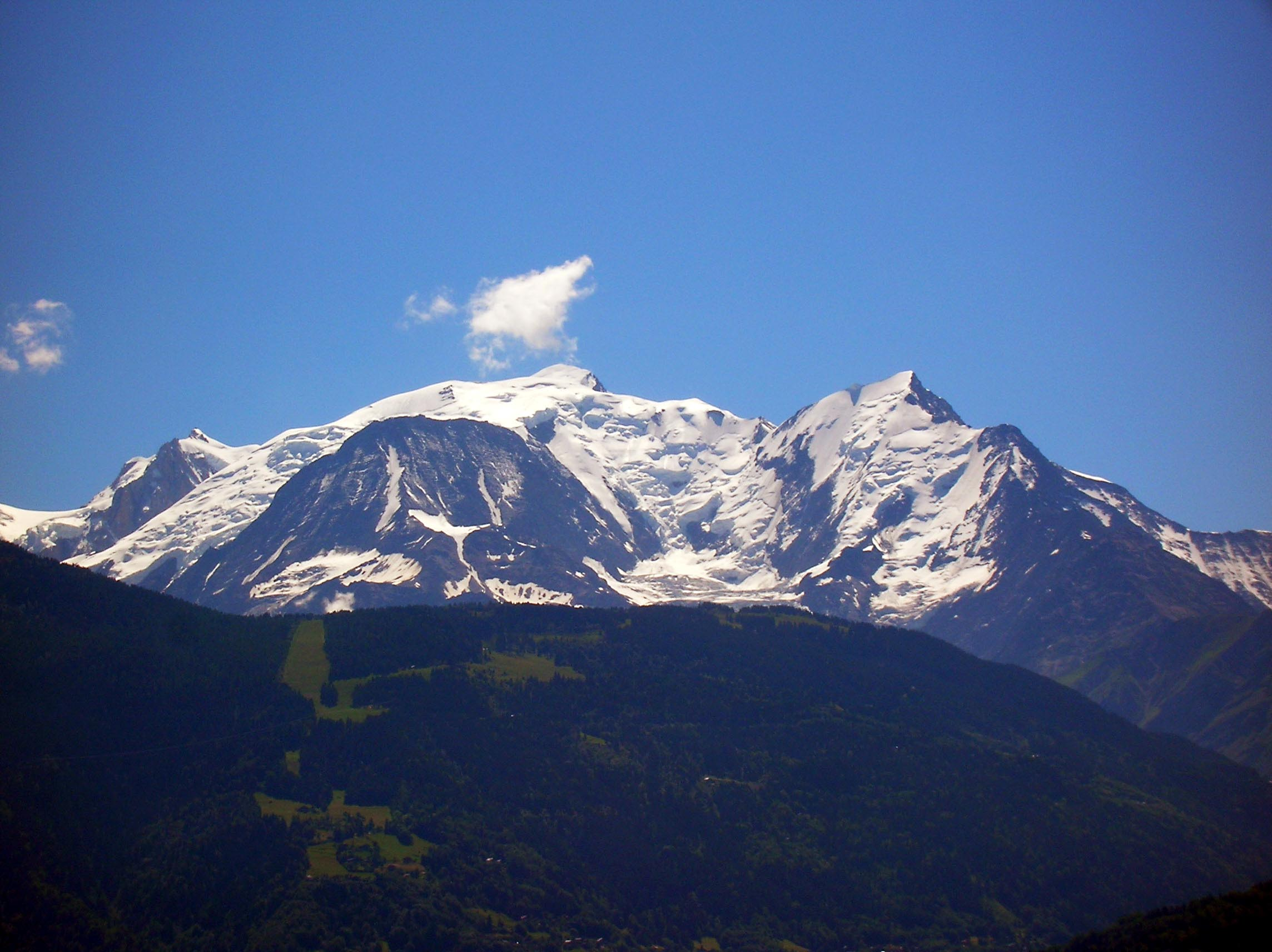
Le mont Blanc en juillet 2005.

Le 15 juillet 1865, George Spencer Mathews, Adolphus Warburton Moore, Horace Walker, Franck Walker, Melchior Anderegg et Jakob Anderegg réussissent la première ascension du mont Blanc par l'éperon de la Brenva. Le 31 janvier 1876, la première ascension hivernale est effectuée par la Britannique Isabella Straton, avec les guides Jean Charlet-Straton, Sylvain Couttet et le porteur Michel Balmat. En 1892, Laurent Croux, Émile Rey et Paul Güssfeldt réalisent la traversée du mont Blanc par l'éperon de la Brenva.
Le 11 février 1914, Agénor Parmelin est le premier aviateur à survoler le massif en se maintenant pendant un quart d'heure à 5 540 mètres d'altitude, et à passer entre le sommet et le mont Blanc de Courmayeur.
Les 19 et 20 août 1919, Stephen Lewis Courtauld et Edmund Gifford Oliver avec les guides Henri et Adolphe Rey et Alfred Aufdenblatten effectuent la première remontée intégrale de l'arête de l'Innomée,. En février 1929, Marguette Bouvier est la première femme à effectuer la descente à skis au moins partielle, par des conditions météorologiques dantesques, avec le guide Armand Charlet. Le 23 mars 1953, Arturo Ottoz et Toni Gobbi réussissent la première hivernale de la voie Major.

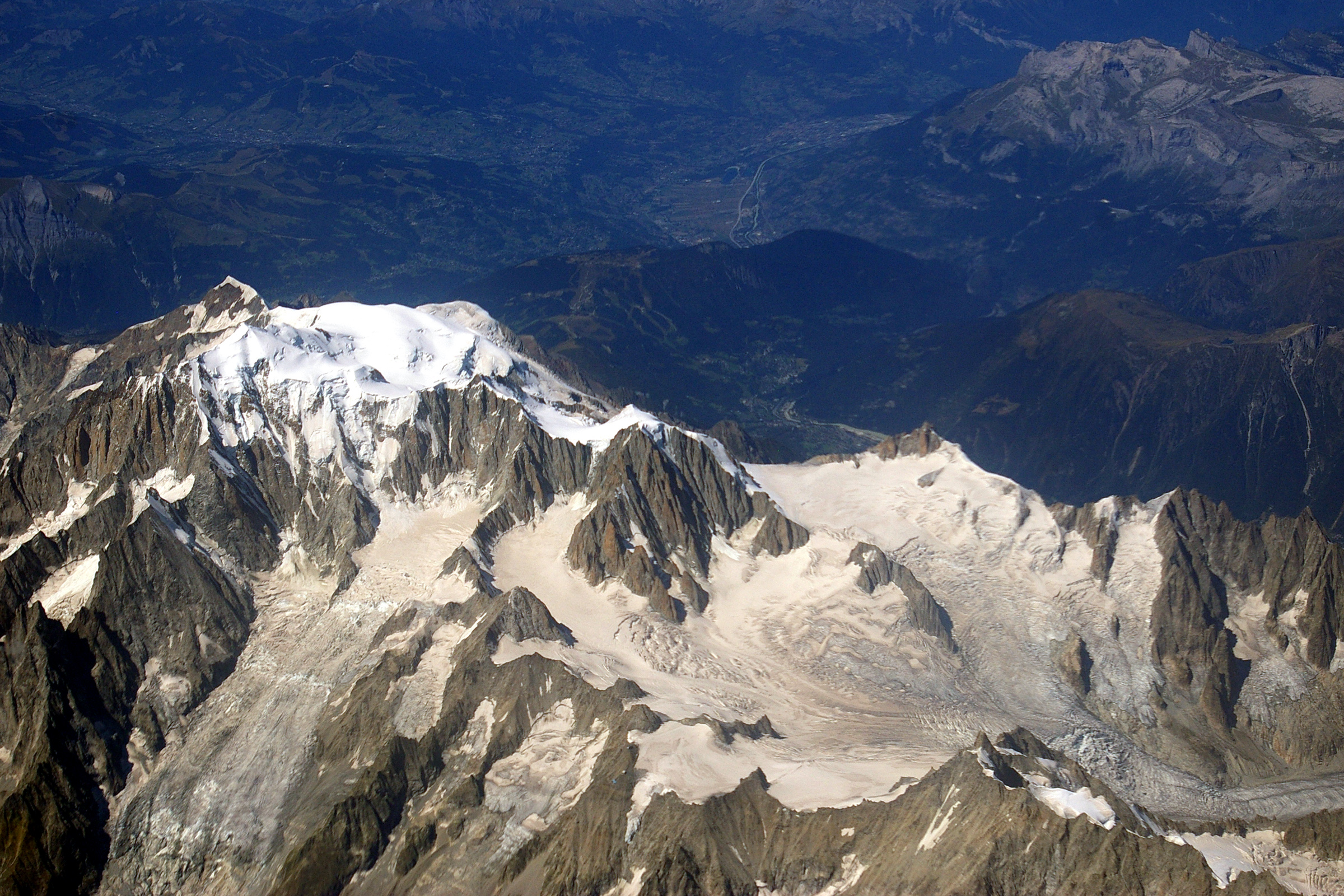
Vue aérienne du sommet du mont Blanc depuis l'est.

Le 23 juin 1960, l'aviateur Henri Giraud se pose sur le sommet du mont Blanc sur un « terrain » de 30 mètres de long. Le 1er juillet 1986, Dominique Jacquet et Jean-Pascal Oron atterrissent en parachute sur le sommet après un largage à 6 100 mètres et établissent ainsi le premier record mondial. Le 13 août 2003 à 13 h 30, sept parapentistes français réalisent une première en se posant au sommet du mont Blanc : cinq d'entre eux sont partis de Planpraz à 1 900 mètres d'altitude, de l'autre côté de la vallée de Chamonix, un autre est parti de Rochebrune à Megève et le dernier de Samoëns. Ils profitent de conditions climatiques dues à la canicule qui leur permettent de réaliser leur exploit en passant par l'aiguille du Tricot (3 600 mètres), puis portés par des ascendances thermiques exceptionnelles, de monter jusqu'à 5 200 mètres.
Entre 1986 et 1988, une série de records est établie au départ de Chamonix-Mont-Blanc : le 6 août 1987 le Grenoblois Laurent Smagghe amène le record aller-retour à 6 h 47 min 19 s, Pierre Lestas le porte à 6 h 22 min le 13 juillet 1988, Laurent Smagghe arrive ensuite en 6 h le 26 juillet 1988, le 28 juillet 1988 Jacques Berlie améliore le record en l'établissant à 5 h 37 min 56 s,. Le 5 août 1988 Laurent Smagghe reprend le record en 5 h 29 min 30 s puis deux ans plus tard, le 21 juillet 1990 Pierre André Gobet fixe le record à 5 h 10 min 44 s,. Le 11 juillet 2013, le Catalan Kílian Jornet réalise l'ascension au départ de Chamonix-Mont-Blanc en 3 h 30 min et 4 h 57 min 40 s aller-retour,. Le 6 juillet 2016, il réalise l'ascension du mont Blanc deux fois dans la même journée en moins de douze heures : départ des Houches à 5 h 30, ascension par la voie normale (via le refuge du Goûter), atteinte du sommet à 9 h 50 puis descente côté italien via le refuge Gonella et le glacier de Miage puis remontée pour atteindre le sommet une deuxième fois à 15 h 20. Le 12 août 2021, l'Espagnol Manuel Merillas effectue l'aller-retour au départ de Courmayeur en 6 h 35 min 32 s.

### Naufragés de 1956 et création du peloton de gendarmerie de haute montagne
En décembre 1956, deux jeunes alpinistes, Jean Vincendon, un Parisien de 24 ans, et François Henry, un Belge de 22 ans, ont comme projet l'ascension hivernale du mont Blanc par l'éperon de la Brenva. Ils ont bien préparé leur expédition mais ils vont se heurter à une succession de malchances et de mauvais choix qui leur seront fatals, d'autant plus que la période de mauvais temps prolongée est exceptionnelle. Ils partent le 22 décembre 1956. Au début de leur ascension, les conditions météorologiques se détériorent et les alpinistes décident de renoncer, lorsqu'ils croisent sur les pentes un de leurs héros, l'Italien Walter Bonatti. Cette rencontre va les inciter à reprendre leur ascension, mais la tempête qui s'installe les bloque sur un sérac en bordure du Grand Plateau.
Un long calvaire de cinq jours commence pour les deux jeunes alpinistes, suivis aux jumelles depuis le sommet du Brévent et à la longue-vue depuis Chamonix. Plus de deux cents journalistes accourent de France et de Belgique pour couvrir l'événement. Les professionnels de la montagne déclarent le 26 décembre : « On ne va pas risquer nos vies pour ces imprudents ! Vouloir faire la Brenva en hiver est pure folie. » Lionel Terray organise une caravane de secours sans l'accord des guides de Chamonix. Cependant, profitant d'une brève accalmie, un hélicoptère Sikorsky S-58 de l'armée française, avec deux pilotes et deux sauveteurs secouristes, tente de les sauver mais s'écrase. Lionel Terray choisit de secourir en priorité l'équipage de l'hélicoptère vers le refuge Vallot. Avant de partir, il transfère les deux jeunes alpinistes dans la carlingue de l'appareil, leur donne de la nourriture et de la benzédrine pour les aider à ne pas s'endormir. Mais la tempête s'installe et toute nouvelle expédition est rendue impossible. De leur côté, les autorités rechignent à engager des moyens militaires importants pour sauver les deux jeunes imprudents alors que le contingent est engagé dans la guerre d'Algérie. Le 3 janvier 1957, les autorités déclarent la fin des opérations de secours. Cette affaire vaudra à Lionel Terray son exclusion de la Compagnie des guides de Chamonix et va secouer le monde de la montagne car « elle reste le symbole d'un manquement, celui de la communauté des guides, qui a failli au devoir sacro-saint du secours ».
Finalement, le 20 mars 1957, la caravane de secours découvre les corps des deux alpinistes dans l'hélicoptère. La Compagnie des guides de Chamonix est montrée du doigt, pourtant les guides avaient à plusieurs reprises déjà tiré la sonnette d'alarme en soulignant que « toujours plus d'amateurs alpinistes, c'était aussi toujours plus d'accidents » et qu'ils ne pouvaient plus faire face. La polémique qui s'ensuit et les tergiversations des autorités civiles et militaires sont à l'origine de la professionnalisation des secours et de la création du Peloton de gendarmerie de haute montagne (PGHM). En 1958, les autorités décident de la création d'une organisation professionnelle de secours en montagne confiée à la Gendarmerie nationale et au corps des Compagnies républicaines de sécurité sous l'autorité du préfet. Le premier groupe constitué d'une douzaine de gendarmes est installé à Chamonix le 2 octobre 1958.

### Campagnes de mesures modernes

Animation représentant le mont Blanc en trois dimensions.

Alors qu'une restitution photogrammétrique de l'IGN en 1980 avait confirmé l'altitude de 4 807 m, une mesure orthométrique par satellite en août 1986 donne celle de 4 808,4 m. Il s'agit alors de la première mesure moderne effectuée grâce au GPS géodésique qui est alors balbutiant au regard des technologies de l'époque, avec une précision de l'ordre du mètre. Le 8 septembre 2001, des géomètres-experts réalisent une nouvelle série de mesures au sommet du mont Blanc et obtiennent l'altitude de 4 810,4 m. Depuis cette date, les mesures deviennent biennales. Elles sont soutenues par la Chambre départementale des géomètres-experts de la Haute-Savoie, l'IGN, la société Leica Geosystems et encadrées par des guides de Chamonix et de Saint-Gervais.
Les mesures montrent depuis 2001 une tendance à la baisse du point culminant mais le réchauffement climatique n'est pas considéré à ce jour comme responsable, car les conditions climatiques au sommet demeurent favorables à la préservation de la glace voire à son engraissement. Les températures moyennes au sommet sont généralement négatives (−15 °C) et atteignent rarement des valeurs positives et uniquement sur de courtes durées. De même, des mesures en 2004 ont fourni une température de la glace en profondeur de −17 °C.

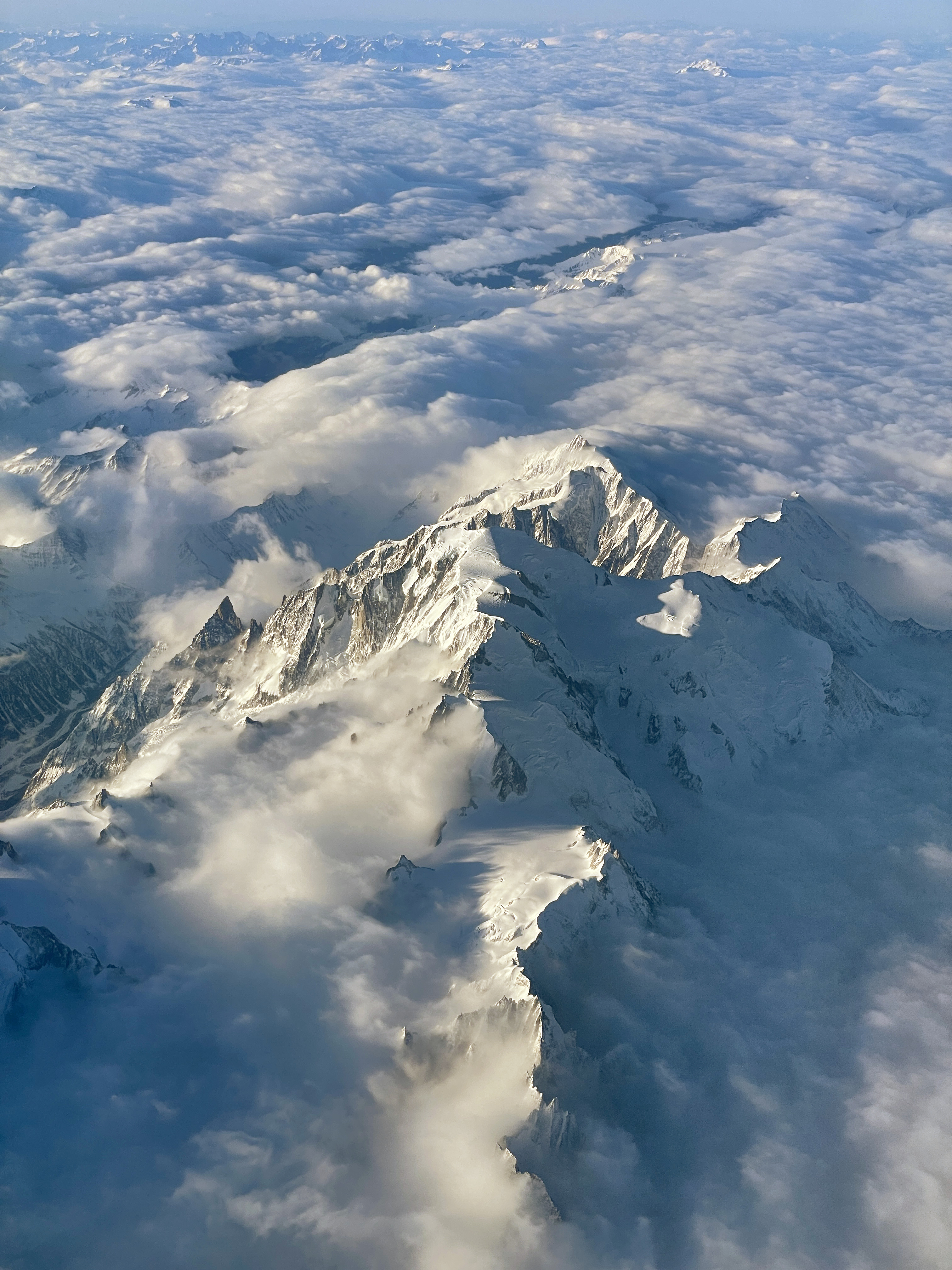
Vue aérienne du mont Blanc depuis 9000 mètres d'altitude.

Les 6 et 7 septembre 2003, les mesures montrent un décalage de l'arête sommitale de 75 centimètres vers le nord-ouest par rapport à la campagne de 2001. Lors de cette campagne, les mesures de plus de 500 points de repère ont été prises, afin d'étudier le volume de neige de la calotte sommitale au-dessus de 4 000 mètres dans son ensemble et de la modéliser. L'impact de la canicule européenne d'août 2003 est exclu car elle n'a pas entrainé de fonte significative des glaces au-dessus de 4 000 m d'altitude,.
En septembre 2019, la campagne de mesure révèle l'altitude de 4 806,03 m, la plus basse mesurée depuis 2001. La différence avec les précédentes années conduit les géomètres-experts à ne pas rendre cette mesure officielle et à attendre la campagne de 2021 pour voir si l'altitude remonte.
En 2021, deux mesures de précision équivalente sont réalisées à quinze jours d'intervalle. La première, par lidar héliporté de très haute densité, obtient l'altitude de 4 807,27 ± 0,1 m (2 σ), et la seconde, par l'expédition alpiniste traditionnelle, obtient celle de 4 807,8 ± 0,1 m. Le sommet s'est déplacé en planimétrie de presque 13 m durant la période. En altimétrie, compte tenu d'une méthodologie différente entre les deux techniques, la différence estimée, rapportée à la référence de surface affleurante, est de presque un mètre. L'écart, qui peut sembler important, est cohérent avec les précipitations observées en vallée entre les deux mesures et les gradients d'altitude. Ces résultats amènent à relativiser les conclusions que l'on peut tirer sur la série de mesures encore courte, et avec la capture des extrêmes saisonniers qui semble au mieux de précision métrique.
| Date              | Altitude        | Volume de la calotte sommitale au-dessus de 4 800 m | Commentaires                                                                                     |
| ----------------- | --------------- | --------------------------------------------------- | ------------------------------------------------------------------------------------------------ |
| 8 septembre 2001  | 4 810,40 m      |                                                     |                                                                                                  |
| 7 septembre 2003  | 4 808,45 m      | 14 598 m3                                           |                                                                                                  |
| septembre 2005    | 4 808,75 m      | 14 248 m3                                           |                                                                                                  |
| 16 septembre 2007 | 4 810,90 m      | 24 062 m3                                           |                                                                                                  |
| septembre 2009    | 4 810,45 m      | 21 626 m3                                           | Campagne organisée dans le cadre de la candidature d'Annecy aux Jeux olympiques d'hiver de 2018. |
| septembre 2011    | 4 810,44 m      | 21 281 m3                                           | Première mesure avec le réseau Teria. Deux journalistes de TF1 participent à l'ascension.        |
| septembre 2013    | 4 810,02 m      | 20 213 m3                                           | Initialement mesurée à 4 810,06 m puis corrigée à 4 810,02 m un mois plus tard.                  |
| 30 mai 2015       | 4 807,88 m      | 13 395 m3                                           | Première campagne estivale pour comparer avec les mesures hivernales.                            |
| septembre 2015    | 4 808,73 m      | 18 120 m3                                           |                                                                                                  |
| 12 septembre 2017 | 4 808,72 m      |                                                     |                                                                                                  |
| septembre 2019    | 4 806,03 m      |                                                     | Il s'agit alors de la valeur mesurée la plus basse depuis 2001.                                  |
| septembre 2021    | 4 807,8 ± 0,1 m |                                                     | Première campagne lidar héliportée.                                                              |
| 15 septembre 2023 | 4 805,59 m      |                                                     | Martin Fourcade participe à l'expédition qui est aussi sa première ascension du mont Blanc.      |

Évolution des altitudes du mont Blanc.

## Activités

### Ascensions

#### Préparation

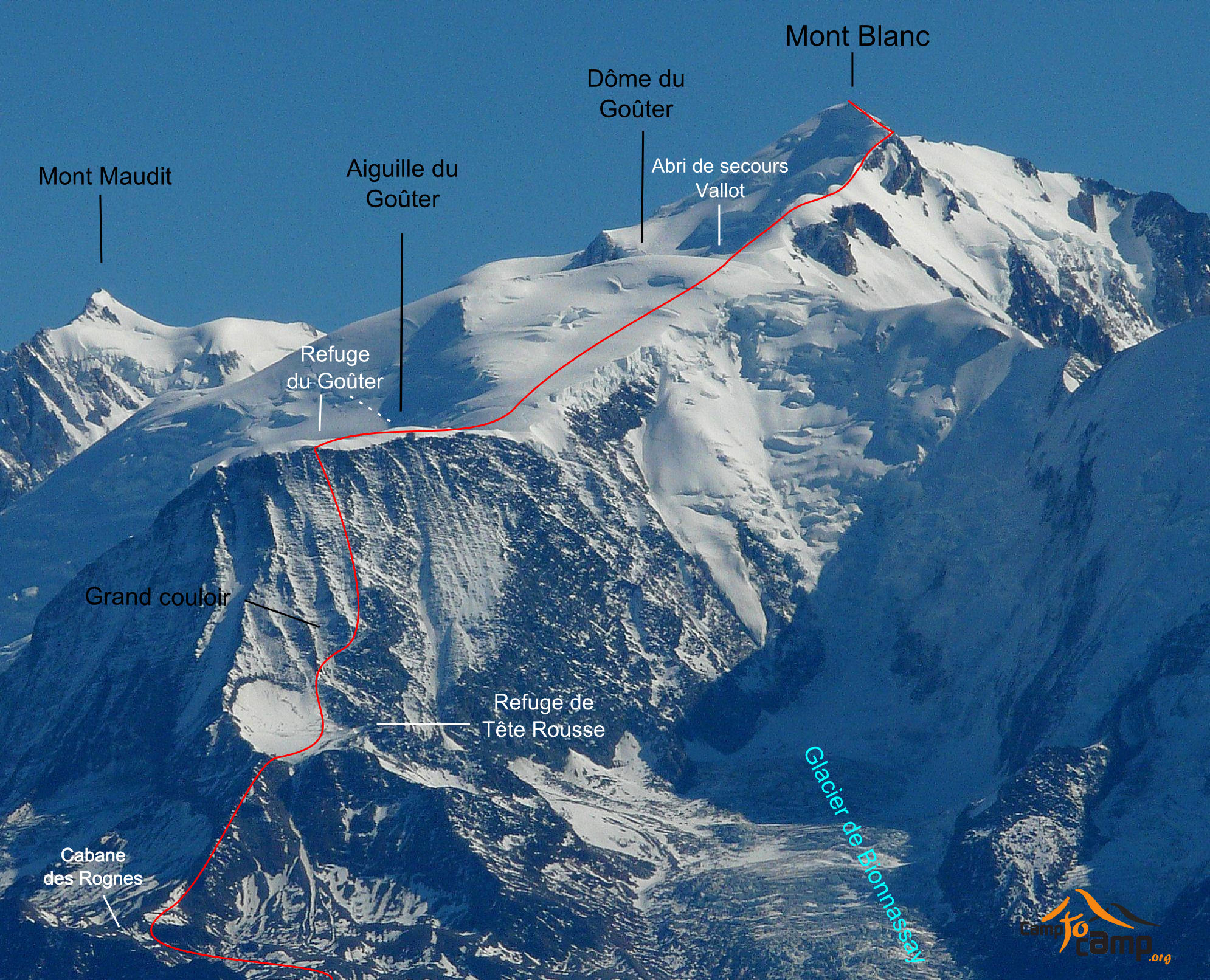
Itinéraire de la voie normale par le Goûter.

De nos jours, ce sommet accueille près de 20 000 alpinistes chaque année[pas clair] et jusqu'à 500 alpinistes certains jours. L'itinéraire le plus fréquenté, la voie normale par le refuge du Goûter, est considéré comme long mais « peu difficile » pour un alpiniste entraîné et acclimaté à l'altitude.
L'éloignement et les dangers objectifs caractérisent toute course d'alpinisme qui ne doit pas être faite sans une bonne connaissance de la haute montagne et la préparation physique et matérielle qui convient. La voie normale présente notamment des passages délicats comme le couloir du Goûter avec des chutes de pierres. L'altitude élevée expose l'alpiniste au mal aigu des montagnes qui peut entraîner la mort et l'acclimatation préalable à l'altitude est nécessaire.
La forte fréquentation du mont Blanc explique le grand nombre d'incidents par rapport à d'autres sommets alpins. Chaque année, l'ascension du mont Blanc fait ainsi de nombreuses victimes (cinq à sept morts par an pour la voie normale). En 2006, 120 interventions ont été réalisées par le peloton de gendarmerie de haute montagne (PGHM), dont 80 % pour épuisement (mauvaise préparation physique, manque d'acclimatation) ; 30 % des alpinistes présentent des blessures (gelures, blessures par crampons) ou des troubles liés à l'altitude lors de leur retour au refuge. Le taux de réussite est de 33 % seulement sans l'aide d'un guide (50 % avec). Malgré ce taux d'échec élevé, l'importante affluence fait que 2 000 à 3 000 personnes réussissent l'ascension chaque année.
Certaines agences proposent désormais des stages de quelques jours aux débutants, comprenant une initiation à l'alpinisme, une période d'acclimatation à l'altitude et l'ascension du mont Blanc sous la direction d'un professionnel (guide de montagne). Ce concept, permettant la pratique d'une nouvelle forme d'alpinisme « sans lendemain » met fin à une certaine philosophie de la montagne selon laquelle l'ascension du mont Blanc s'adresserait à des alpinistes déjà expérimentés et rompus aux techniques de l'alpinisme. Le retour d'expérience dans ce domaine ne confirme pas, à ce stade, la pertinence d'une telle approche de la montagne ni la probabilité de réussite dans une entreprise où l'objectif affiché reste une chasse au trophée plutôt qu'un rite de passage,.

#### Différents itinéraires

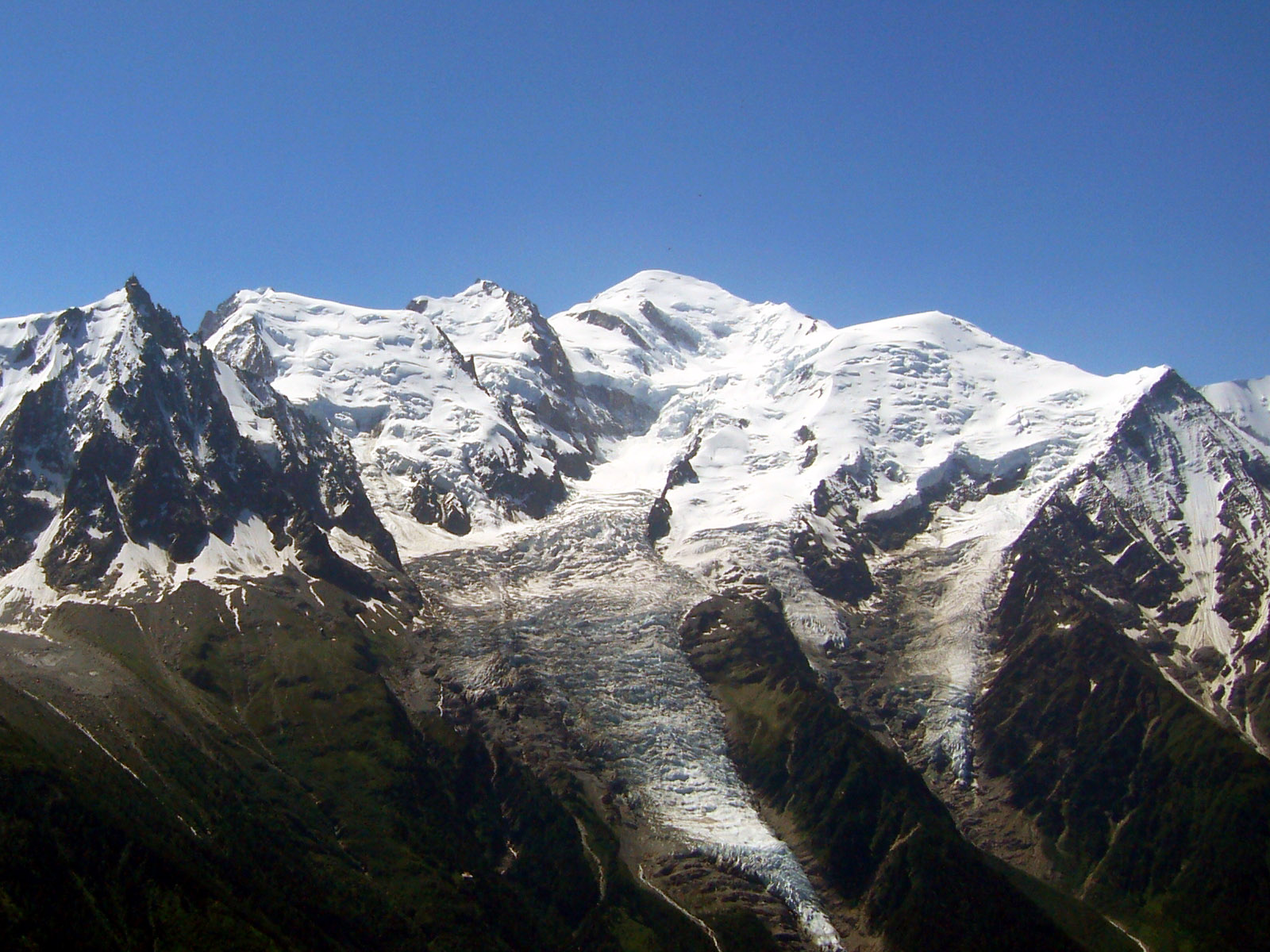
Le mont Blanc, vu du Brévent.

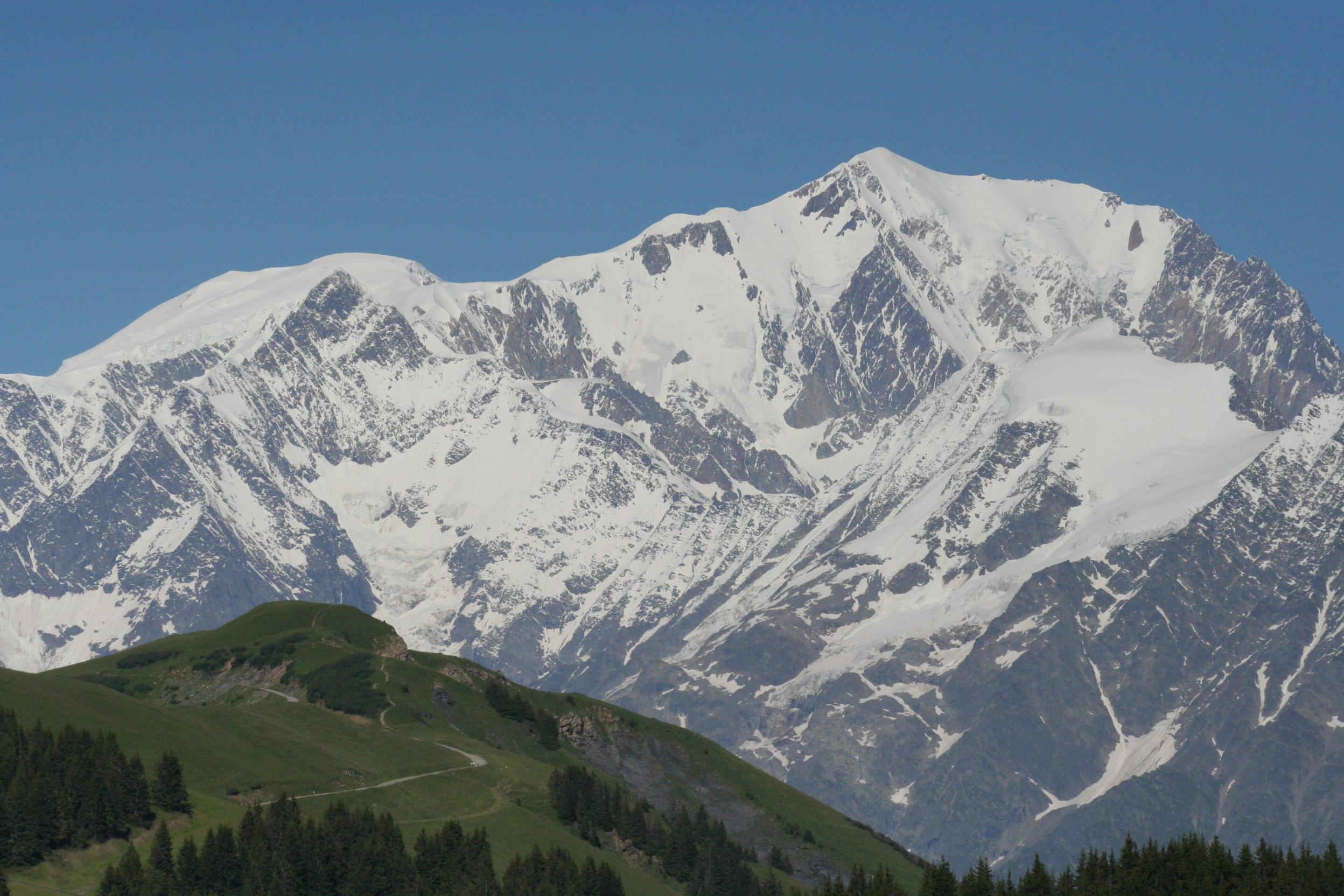
Le versant italien du mont Blanc (vu du Beaufortain).

Plusieurs itinéraires « classiques » permettent de faire l'ascension du mont Blanc,, :
- la voie normale ou voie des Cristalliers. Au départ du Fayet, on monte tout d'abord par le tramway du Mont-Blanc (TMB) pour rejoindre la gare du Nid-d'Aigle. L'ascension débute alors en direction du refuge de Tête Rousse, puis passe par le couloir du Goûter, situé vers 3 340 mètres, rendu dangereux par de fréquentes chutes de pierres[110] afin de rejoindre le refuge du Goûter pour la nuit. Le lendemain (départ vers 4 h), l'ascension passe par le dôme du Goûter, le refuge Vallot et l'arête des Bosses. Il s'agit de l'itinéraire le plus fréquenté ;
- la voie des Trois Monts Blancs, ou « La Traversée ». Au départ de Chamonix-Mont-Blanc, on monte tout d'abord par le téléphérique de l'Aiguille du Midi puis on descend en direction du col du Midi. De là, on rejoint le refuge des Cosmiques pour y passer la nuit. Le lendemain, l'ascension passe par le mont Blanc du Tacul puis le mont Maudit. Certains, pour éviter l'inconfort d'une nuit en refuge, font la course « à la benne » en partant le matin de Chamonix ;
- l'itinéraire historique, par les Grands Mulets, plutôt utilisé l'hiver en ski, ou en été pour la descente vers Chamonix. Il est actuellement peu fréquenté car considéré comme dangereux et exposé aux chutes de séracs. Un itinéraire alternatif passe au-dessus des séracs ;
- la voie normale italienne, ou la route des aiguilles Grises. Après la traversée du glacier du Miage, nuitée au refuge Gonella. Le lendemain, passage par le col des Aiguilles Grises, puis par le dôme du Goûter où l'on retrouve l'arête des Bosses ;
- la traversée Miage – Bionnassay – mont Blanc, qui se fait généralement en trois jours. Au départ des Contamines-Montjoie, la nuit se passe au refuge des Conscrits. Le lendemain, traversée des dômes de Miage pour rejoindre le refuge Durier. Le troisième jour, ascension de l'aiguille de Bionnassay, puis passage par le dôme du Goûter ;
- la traversée de l'arête de Peuterey en passant par le Grand Pilier d'Angle et par l'aiguille Blanche de Peuterey par le refuge Monzino ou le bivouac Craveri ; cette voie est l'une des plus difficiles pour accéder au sommet.

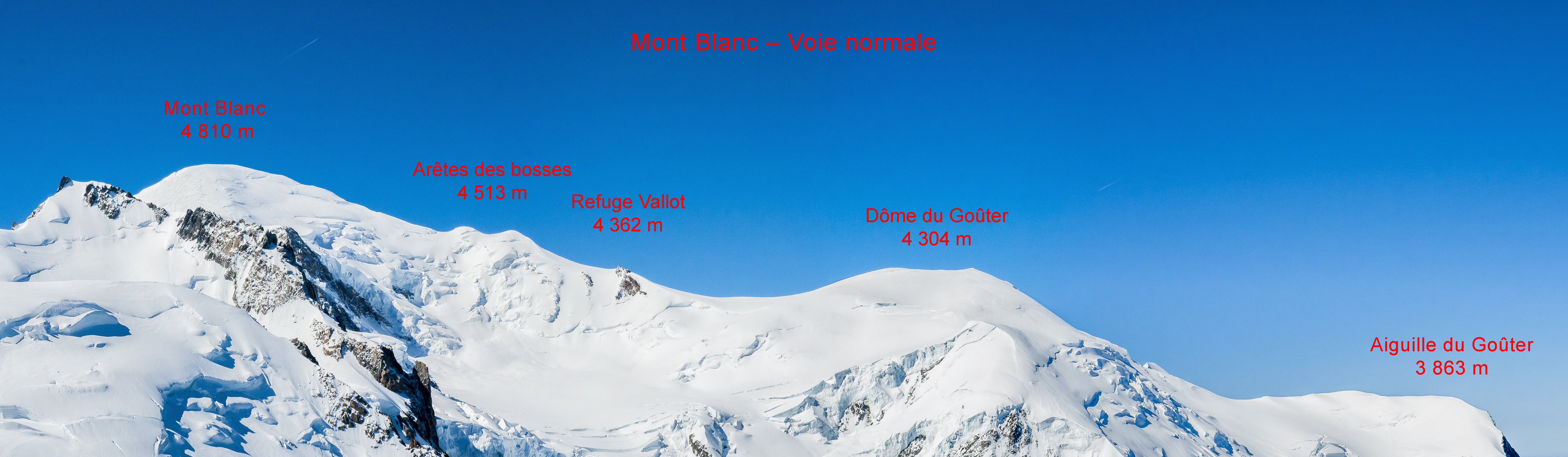
Panorama de la voie normale du mont Blanc.

### Protection environnementale

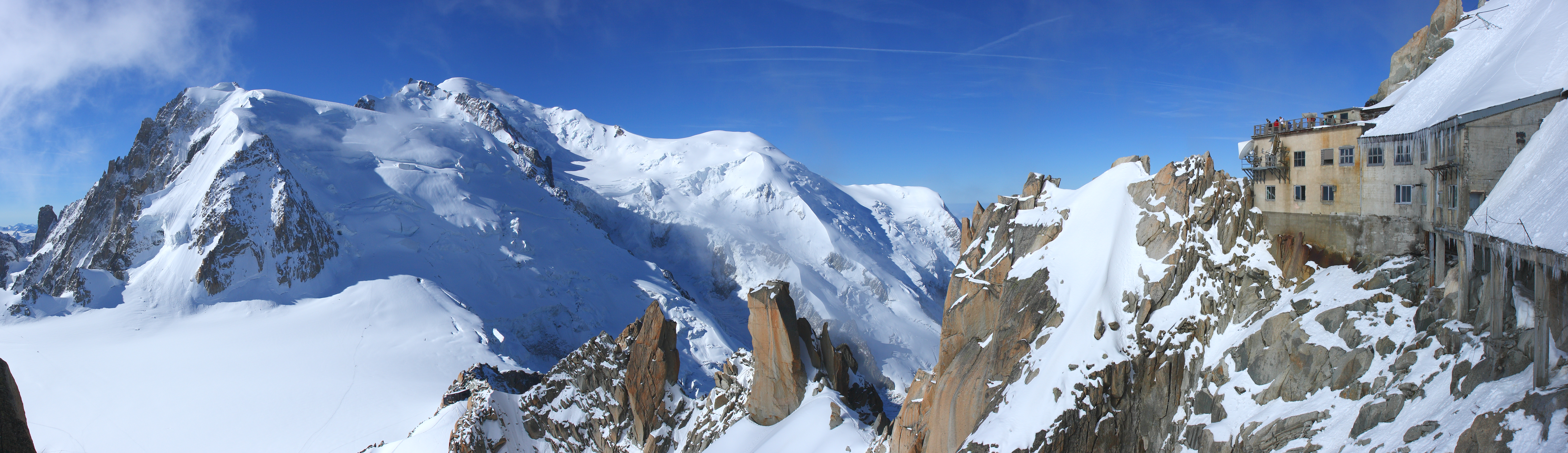
Vue du mont Blanc depuis l'aiguille du Midi en septembre 2007.

Le site du massif du Mont-Blanc fait l'objet d'un projet de classement sur la liste du patrimoine mondial de l'Unesco en tant que « site exceptionnel unique au monde » et en tant que haut lieu culturel, lieu de naissance et symbole de l'alpinisme,. Ce projet ne fait pas consensus et devrait faire l'objet de demandes conjointes des trois gouvernements français, italien et suisse.
Le seuil de surfréquentation[Lequel ?] du mont Blanc est atteint, avec 300 à 400 départs par jour en été. Lors du sommet du Conseil national de la montagne qui s'est tenu à Sallanches, fin août 2006, il a été estimé que 25 000 à 30 000 personnes se sont lancées en 2005 à la conquête du mont Blanc. Avec l'ouverture des nouveaux marchés (Russie, Chine, Inde), ce sont 50 000 à 100 000 personnes qui pourraient demain tenter l'aventure, le chiffre de 200 000 ayant même été avancé. Ces perspectives sont cauchemardesques pour les défenseurs du site et pour certains responsables politiques de la vallée, comme le maire de Saint-Gervais-les-Bains, commune dans laquelle se situe le mont Blanc. Lors de l'été 2003, avec la sécheresse et la fréquentation accrue du site, plusieurs dizaines de tonnes de détritus et déchets divers ont été laissées par les alpinistes qui campaient dans le secteur du refuge du Goûter. L'association Pro-mont Blanc a édité en 2002 le livre Le Versant noir du mont Blanc, qui expose les problèmes actuels et futurs qui se posent pour conserver le site en l'état.
Selon Jean-Marc Peillex, le maire : « C'était plus des WC à ciel ouvert qu'un glacier. On est pourtant dans un site classé où, selon la loi de 1930, le camping est interdit. Et on laisse malgré tout des dizaines d'alpinistes s'installer et polluer notre réservoir d'eau de demain. » Selon le gardien du refuge : « Ces gens qui dorment dans des tentes sont en majorité étrangers, ont peu de moyens et ne peuvent pas forcément se payer les 25 euros de la nuit en refuge [en 2013, la nuitée sans repas coûte 60 €]. Alors ils campent parfois plusieurs jours en attendant un créneau météo favorable. Il y en a qui sont respectueux de la montagne, qui redescendent leurs déchets au refuge, viennent dans nos toilettes et d'autres qui abandonnent leurs poubelles sur ce camping improvisé. Quand on monte là-haut, on peut voir des traces d'urine partout dans la neige, des excréments… alors qu'on pense se trouver dans une montagne pure et préservée. »
Le maire de Saint-Gervais-les-Bains a proposé la mise en place d'un permis d'ascension — comme cela se fait au Népal —, dont la délivrance serait liée au nombre de places disponibles dans les refuges du Goûter — qui va être agrandi avec la construction d'un nouveau bâtiment — et de la Tête rousse. Cependant certains alpinistes, dont certains très connus, sont contre l'idée de ce permis d'ascension, qui serait contraire à leur conception de la liberté. Selon le président des guides : « La montagne doit rester un espace de liberté… Chacun doit pouvoir accéder aux sommets sans contrainte financière. De nombreux collègues ne seraient sans doute jamais devenus guides si une telle réglementation avait existé », et le célèbre alpiniste Christophe Profit demande même la suppression des refuges : « Car si les gens plantent leur tente là-haut, c'est parce qu'il y a un hébergement à proximité. Sans refuge, le problème serait réglé ».
Depuis 2019, un système de réservation nominative permet de réguler la fréquentation des refuges situés sur les voies d'accès au mont Blanc et de mieux y répartir le public.

### Économie

#### Retombées financières régionales
L'émergence d'un tourisme de masse engendré par l'afflux d'alpinistes ou de simples randonneurs (plus adeptes du Tour du Mont-Blanc) est favorisée depuis 1945 par le renforcement des infrastructures routières et par le percement du tunnel du Mont-Blanc. Malgré les problèmes liés à la surfréquentation, ce tourisme génère des retombées économiques directes pour la région qui compensent les frais d'entretien des installations (refuges, etc.) et des sauvetages d'urgence. Au début du XXIe siècle, Chamonix connaît ainsi une fréquentation quotidienne estivale de 100 000 touristes, hébergés ou de passage. Chaque été, entre juin et septembre, 25 000 personnes tentent l'ascension du mont Blanc, soit 250 par jour.
Différentes formules permettent de faire l'ascension du mont Blanc avec ou sans stage d'acclimatation à l'altitude. Les activités de la Compagnie du Mont-Blanc s'étendent sur tout le massif. Elle a été créée en 2000 pour regrouper les domaines skiables des différentes sociétés de la vallée de Chamonix et fusionner toutes les remontées mécaniques des environs. Elle emploie 215 personnes (jusqu'à 600 avec les saisonniers). La montagne apporte également des retombées économiques indirectes bénéficiant à toute la vallée de Chamonix, par exemple avec l'installation de nombreuses entreprises liées aux sports d'hiver et le doublement du nombre de marques et enseignes.

#### Label «mont Blanc»
Le label « mont Blanc » est porteur, à tel point que des entreprises sans lien direct apparent ont choisi un nom similaire. Depuis 1906, la société allemande Montblanc (Montblanc International GmbH) commercialise d'abord des stylos, puis des montres, de la maroquinerie, des lunettes et des parfums. La marque est déposée. Le symbole le plus fort de la marque est l'étoile blanche à six branches stylisée, dont chaque branche représente un glacier du massif. Le nombre 4810 est également un symbole récurrent.
La boisson Tonimalt, jadis à base de malt, lait, miel et cacao, aujourd'hui commercialisée par Nestlé, était vendue sous l'appellation Mont Blanc et l'étiquette de la boite représentait ce sommet. Les crèmes dessert Mont Blanc sont fabriquées par la laiterie de Chef-du-Pont (Manche), rachetée par Activa Capital en 2003 à Nestlé. L'entreprise propose également depuis 2006 des gourdes et des bâtonnets glacés.

## Dans la culture
Le peintre anglais William Turner réalise vers 1836 une aquarelle Mont Blanc et Glacier des Bossons au-dessus de Chamonix, Soir, conservée à la Tate Britain à Londres.
Les sept premières photos prises au sommet du mont Blanc ont été faites en 1861 par Joseph Tairraz (1827-1902) premier guide-photographe de la montagne professionnel.

### Cinéma et télévision
- Film Premier de cordée réalisé en 1943.
- Documentaire : La Terre, son visage de Jean-Luc Prévost - éd. Société nationale de télévision française, 1984, série Haroun Tazieff raconte sa terre, vol. 1 ; il présente la traversée ouest-est du mont Blanc qu'il a faite jadis en compagnie d'amis cinéastes.
- Téléfilm Premier de cordée, réalisé en 1998.
- Film Malabar Princess (2004).

### Littérature
- Horace Bénédict de Saussure (1740-1799), Voyages dans les Alpes, 1779 (1er tome)
- Percy Bysshe Shelley (1792-1822), Vers écrits dans la vallée de Chamonix, 1816
- Juliusz Słowacki (1809-1849), Kordian (en)
- Alphonse Daudet (1840-1897), Tartarin sur les Alpes, 1885
- John Ruskin (1819-1900)
- Paul Verne (1829-1897), Quarantième ascension française au mont Blanc (1874)
- Samivel (1907-1992), Monsieur Dumollet sur le Mont Blanc
- Roger Frison-Roche (1906-1999), Premier de cordée (et d'autres…)
- Gaston Rébuffat (1921-1985), Mont-Blanc, jardin féerique, Ed. Guérin, coll. Texte & Images, 1998  (ISBN 978-2-911755-25-5)
- Claire-Éliane Engel (1903-1976), La Littérature alpine, réédition La Fontaine de Siloé.
- Colette Cosnier (1936-2016), Hugo et le Mont-Blanc

### Personnalités liées
Jean-François Ducis (1733-1816), dans une lettre adressée à Hérault de Séchelles, écrit : « Quel piédestal pour la liberté, que ce mont Blanc ! […] Je l'avoue, je donnerais vingt mondes en plaine pour douze lieues en rochers et en montagnes ».
Mary Shelley (1797-1851) en villégiature en 1816 à Cologny près de Genève, en compagnie de son amant et de leur ami commun Lord Byron, découvre les montagnes alpines qui offrent à sa plume tant d'occasions de peindre des paysages qui forcent l'admiration. Le massif du Mont-Blanc est tout à côté et sa présence, en particulier le secteur du Montanvert, est réelle dans son œuvre majeure Frankenstein,, lorsqu'elle décrit : « le rugissement furieux de la rivière […] les précipices […] les immenses montagnes […] révélaient en ces lieux la présence de forces évoquant celle de la toute-puissance […], les géants prestigieux des Alpes [sont des] pyramides et des dômes blancs et étincelants […] un autre monde, habitat d'une espèce inconnue de nous. »
Victor Hugo (1802-1885) vient admirer le mont Blanc dans les années 1820 et rédige son récit de voyage en 1825. En 1877, dans son recueil épique La Légende des siècles, il lui consacre le poème Désintéressement.
George Sand (1804-1876), venue en Savoie en 1836 accompagnée de son ami Franz Liszt et du savant et philosophe genevois Adolphe Pictet, parcourt la vallée de Chamonix. Elle commence sa description, puis laisse filer son imagination dans des métaphores : « La pomme de terre est l'unique richesse de cette partie de la Savoie. Les paysans pensent qu'en établissant une couche de fumée sur la région moyenne des montagnes, ils interceptent l'air des régions supérieures et préservent de son atteinte le fond des gorges (…) cette ligne de feux, établis comme des signaux tout au long du ravin, m'offrit au milieu de la nuit un spectacle magnifique. Ils perçaient de taches rouges et de colonnes de fumée noire le rideau de vapeur d'argent où la vallée était entièrement plongée et perdue. Au-dessus des feux, au-dessus de la fumée et de la brume, la chaîne du mont Blanc montrait une de ces dernières ceintures granitiques, noire comme de l'encre et couronnée de neige. Ces plans fantastiques semblaient nager dans le vide. Sur quelques cimes que le vent avait balayées, apparaissaient, dans un firmament pur et froid, de larges étoiles. Ces pics de montagnes, élevant dans l'éther un horizon noir et resserré, faisait paraître les astres étincelants. L'œil sanglant du Taureau, le farouche Aldébaran, s'élevait au-dessus d'une sombre aiguille, qui semblait le soupirail du volcan d'où cette infernale étincelle venait de jaillir. Plus loin, Formalhaut, étoile bleuâtre, pure et mélancolique, s'abaissait sur une cime blanche et semblait une larme de compassion et de miséricorde tombée du ciel sur la pauvre vallée, mais prête à être saisie en chemin par l'esprit perfide des glaciers. »
Le Britannique John Ruskin (1819-1900) écrit de nombreuses pages sur les sentiments qu'il éprouve face aux sommets alpins et au mont Blanc. Il les considère comme magiques et habités d'une force divine, mystique, seule l'émotion de la contemplation donnant accès à leur essence sacrée. Il joue un grand rôle dans l'élaboration d'une mythologie du mont Blanc.

### Postérité
Le mont Blanc, sommet des Montes Alpes, sur la Lune, est nommé en son honneur. L'astéroïde (10958) Mont Blanc est également nommé en son honneur.